# Ustrój polityczny Polski
Ustrój polityczny Rzeczypospolitej Polskiej (Trzeciej Rzeczypospolitej) – struktura organizacyjna państwa polskiego, określona Konstytucją Rzeczypospolitej Polskiej uchwaloną przez Zgromadzenie Narodowe 2 kwietnia 1997 roku. Zgodnie z jej treścią Rzeczpospolita Polska jest republiką parlamentarną i realizuje zasady suwerenności narodu, niepodległości i suwerenności państwa, demokratycznego państwa prawnego, społeczeństwa obywatelskiego, trójpodziału władzy, pluralizmu, praworządności, społecznej gospodarki rynkowej oraz przyrodzonej godności człowieka. Rzeczpospolita określona jest także jako państwo unitarne.
Władzę, według trójpodziału na rodzaje, sprawują:
- ustawodawczą: Sejm i Senat,
- wykonawczą: Rada Ministrów i Prezydent,
- sądowniczą: sądy i trybunały.

## Geneza

### Dwudziestolecie międzywojenne
W rozwoju współczesnego konstytucjonalizmu w Polsce ważnym elementem było ustanowienie nowego ładu ustrojowego po odzyskaniu niepodległości w 1918 roku. Tymczasowym rozwiązaniem w pierwszych latach była Uchwała Sejmu Ustawodawczego z dnia 20 lutego 1919 r. w sprawie powierzenia Józefowi Piłsudskiemu dalszego sprawowania urzędu Naczelnika Państwa (tzw. Mała Konstytucja z 1919). Już po dwóch latach Sejm Ustawodawczy uchwalił Ustawę z dnia 17 marca 1921 r. – Konstytucję Rzeczypospolitej Polskiej (tzw. Konstytucja marcowa). Przyjęła ona m.in. zasadę suwerenności narodu, podziału władzy i ochrony praw obywatelskich. Wprowadziła także system parlamentarny z dwuizbowym parlamentem, w którym Sejm otrzymał znacznie większe uprawnienia od Senatu. Znacznie słabsza była pozycja Prezydenta, wybieranego przez Zgromadzenie Narodowe, oraz rządu, pozostającego w silnej zależności od Sejmu.
Pierwszą istotną zmianą ustrojową była Ustawa zmieniająca i uzupełniająca Konstytucję Rzeczypospolitej z 17 marca 1921 r. (tzw. Nowela sierpniowa) z 2 sierpnia 1926, która ograniczyła część uprawnień Sejmu i wzmocniła rolę Prezydenta. Kolejnym krokiem na drodze przemian ustrojowych wprowadzanych przez rządzącą od 1926 sanację było uchwalenie nowej ustawy zasadniczej – Ustawy konstytucyjnej z 23 IV 1935 roku (tzw. Konstytucja kwietniowa). Zakładała ona autorytarny model sprawowania władzy, w którym szczególną pozycję zajmował wybierany przez Zgromadzenie Elektorów Prezydent Rzeczypospolitej. Był on zwolniony z odpowiedzialności politycznej i konstytucyjnej oraz powoływał rząd odpowiedzialny politycznie przed Sejmem. O marginalizacji roli parlamentu przesądził nowy system wyborczy, znacznie ograniczający możliwości opozycji.

### Polska Ludowa
W końcowej fazie II wojny światowej faktyczną władzę na ustanowionym w nowych granicach obszarze Polski przejęły organy powołane przez polskich komunistów współpracujących z ZSRR. Pierwszym wyznacznikiem ram nowego ustroju był ustalony w Moskwie manifest Polskiego Komitetu Wyzwolenia Narodowego, który de facto delegalizował Konstytucję kwietniową, przywracając jednocześnie moc obowiązującą Konstytucji marcowej. Tymczasowo ustanowił także Krajową Radę Narodową, jako organ parlamentarny oraz odmawiał legalności Rządowi Rzeczypospolitej Polskiej znajdującemu się na emigracji. W 1947 zorganizowano wybory, które wyłoniły skład Sejmu Ustawodawczego. Dokładnie miesiąc po wyborach uchwalił on Ustawę Konstytucyjną z dnia 19 lutego 1947 r. o ustroju i zakresie działania najwyższych organów Rzeczypospolitej Polskiej (tzw. mała Konstytucja z 1947). Nawiązywała ona treścią do części postanowień Konstytucji marcowej, wprowadziła także Radę Państwa. Formalnie ustanowiony został model zbliżony do parlamentarno-gabinetowego, jednak w rzeczywistości realną władzę sprawował aparat Polskiej Partii Robotniczej (od 1948 Polskiej Zjednoczonej Partii Robotniczej), podporządkowany dyrektywom sowieckim.
W okresie stalinizmu trwały prace nad nową ustawą zasadniczą, wzorowaną na Konstytucji Związku Radzieckiego z 1936. Efektem przygotowań była Konstytucja Polskiej Rzeczypospolitej Ludowej z 22 lipca 1952 r. Odrzuciła ona naczelne zasady Konstytucji marcowej, zerwała z podziałem władzy i dokonała silnej centralizacji. Zniesiony też został urząd Prezydenta, a najwyższą władzę przyznano Sejmowi. Funkcję głowy państwa przejął organ kolegialny – Rada Państwa. Nowa konstytucja z założenia miała mieć charakter bardziej polityczny, niż prawny. Nie istniały żadne organy ani procedury mające przestrzegać jej nadrzędności. O osłabieniu roli tego dokumentu przesądziła także praktyka jego stosowania, gdyż w rzeczywistości prawa i wolności jednostki nie były przestrzegane, a realną władzę sprawowało kierownictwo PZPR. Część zaistniałych zjawisk została sformalizowana w roku 1976, gdy wprowadzono nowelizację zawierającą artykuły o przewodniej roli PZPR oraz przyjaźni i współpracy ze Związkiem Socjalistycznych Republik Radzieckich. W marcu 1982 kolejną nowelizacją wprowadzono przepisy o Trybunale Konstytucyjnym i Trybunale Stanu, jednak kompetencje przyznane tym organom były ograniczone. Podobnie było z pozostałymi nowymi instytucjami – Naczelnym Sądem Administracyjnym (1980) i Rzecznikiem Praw Obywatelskich (1987).

### Transformacja ustrojowa
Perspektywa zmian ustrojowych zarysowała się w związku z rozpoczęciem rokowań przedstawicieli władz z przywódcami podziemnej „Solidarności” w okolicznościach zapaści gospodarczej i narastającego niezadowolenia społecznego. Na mocy porozumień Okrągłego Stołu doszło do uchwalenia nowelizacji Konstytucji PRL (tzw. noweli kwietniowej). Na jej mocy przywrócono Senat oraz urząd Prezydenta, obdarzony znacznymi kompetencjami. Uchwalono także nową ordynację wyborczą, według której 4 czerwca 1989 odbyły się wybory, częściowo wolne do Sejmu i całkowicie do Senatu. 19 lipca 1989 Zgromadzenie Narodowe wybrało gen. Wojciecha Jaruzelskiego na urząd Prezydenta Polskiej Rzeczypospolitej Ludowej. Sejm pozostawał wówczas najwyższym organem władzy państwowej, a rola Senatu sprowadzała się do funkcji ustawodawczej. Prezydent korzystał ze swych uprawnień w dość ograniczonym zakresie, co oznaczało jednoznaczne przesunięcie głównego ośrodka decyzyjnego w państwie do Sejmu. Wraz z rozwojem sytuacji politycznej w Polsce i całym bloku wschodnim zaistniały okoliczności sprzyjające podjęciu prac nad nową konstytucją. Ustalono, że prace będą trwały dwutorowo – jednocześnie nad szybkimi zmianami w obowiązującej ustawie zasadniczej oraz przygotowaniem nowego aktu. Istotnym momentem stało się uchwalenie Ustawy z dnia 29 grudnia 1989 r. o zmianie Konstytucji Polskiej Rzeczypospolitej Ludowej (tzw. noweli grudniowej), która całkowicie zmieniła I rozdział obowiązującej konstytucji, wprowadziła nowe zasady funkcjonowania państwa oraz w symboliczny sposób zerwała z dotychczasowym modelem tzw. demokracji ludowej.

### III Rzeczpospolita

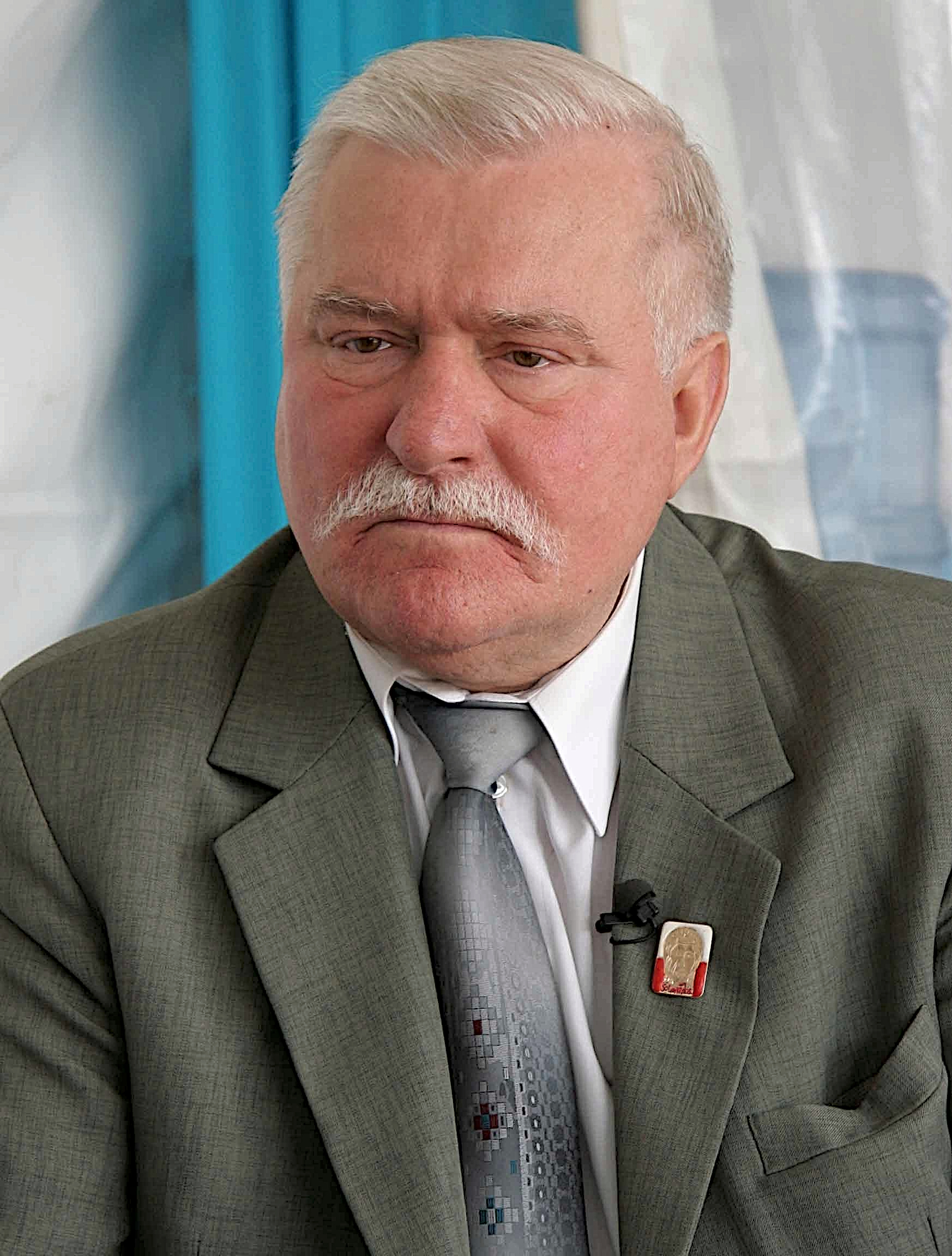
Były prezydent Lech Wałęsa

W marcu 1990 roku kolejna nowelizacja konstytucji pozwoliła na utworzenie nowego systemu samorządu terytorialnego. W związku z dalszymi przemianami politycznymi gotowość ustąpienia z urzędu zadeklarował gen. Jaruzelski. 27 września dokonano zatem kolejnych zmian w ustawie zasadniczej, które przewidywały wybór prezydenta w wyborach powszechnych oraz skracały jego kadencję z sześciu do pięciu lat. W 1991 Sejm podjął decyzję o samorozwiązaniu, skutkiem czego były pierwsze od czasu zakończenia II wojny światowej demokratyczne i całkowicie wolne wybory parlamentarne. Izby w nowym składzie podjęły decyzję o powołaniu Komisji Konstytucyjnej (na mocy Ustawy Konstytucyjnej z 23 kwietnia 1992 roku o trybie przygotowania i uchwalenia Konstytucji Rzeczypospolitej Polskiej) oraz przygotowaniu aktu tymczasowego. Efektem prac nad nim stała się Ustawa konstytucyjna z dnia 17 października 1992 r. o wzajemnych stosunkach między władzą ustawodawczą i wykonawczą Rzeczypospolitej Polskiej oraz o samorządzie terytorialnym (tzw. mała Konstytucja z 1992).
Mała Konstytucja stworzyła model wykorzystujący rozwiązania parlamentaryzmu zracjonalizowanego oraz systemu prezydenckiego. Przewidywała ona udział parlamentu w kreowaniu rządu oraz odpowiedzialność polityczną rządu przed parlamentem. Z drugiej strony silne uprawnienia miał wyłaniany w powszechnych wyborach prezydent (od 1990 Lech Wałęsa), który poza licznymi kompetencjami w zakresie polityki zagranicznej, obronności i bezpieczeństwa państwa, uzyskał także bezpośredni wpływ na wybór ministrów spraw wewnętrznych, obrony narodowej i spraw zagranicznych (tzw. resorty prezydenckie).
Jednocześnie swoją pracę rozpoczęła Komisja Konstytucyjna Zgromadzenia Narodowego. Łącznie wpłynęło do niej siedem projektów nowej konstytucji. 16 stycznia 1997 roku przyjęto sprawozdanie w formie tekstu jednolitego. Głównymi kwestiami spornymi było ustalenie roli prezydenta, określenie pozycji Kościoła oraz kształt systemu społeczno-gospodarczego.

## Konstytucja
Polska Konstytucja została uchwalona przez Zgromadzenie Narodowe 2 kwietnia 1997 roku. 25 maja została zatwierdzona w referendum konstytucyjnym, a w życie weszła 17 października 1997. Jednocześnie swoją moc straciła Ustawa konstytucyjna z dnia 17 października 1992 r. o wzajemnych stosunkach między władzą ustawodawczą i wykonawczą Rzeczypospolitej Polskiej oraz o samorządzie terytorialnym (mała Konstytucja) i Ustawa konstytucyjna z dnia 23 kwietnia 1992 r. o trybie przygotowania i uchwalenia Konstytucji Rzeczypospolitej Polskiej. Do tej pory Konstytucja została znowelizowana dwukrotnie – w 2006 w związku z wprowadzeniem w Polsce procedury Europejskiego Nakazu Aresztowania oraz w 2009 – ograniczono wówczas możliwość kandydowania do Sejmu i Senatu wobec osób skazanych prawomocnym wyrokiem na karę pozbawienia wolności za przestępstwo umyślne ścigane z oskarżenia publicznego.

### Struktura
Konstytucja składa się z preambuły i 243 artykułów zawartych w 13 rozdziałach. Zostały one ujęte w następującej strukturze:
1. Rzeczpospolita
2. Wolności, prawa i obowiązki człowieka i obywatela
3. Źródła prawa
4. Sejm i Senat
5. Prezydent Rzeczypospolitej Polskiej
6. Rada Ministrów i administracja rządowa
7. Samorząd terytorialny
8. Sądy i trybunały
9. Organy kontroli państwowej i ochrony prawa
10. Finanse publiczne
11. Stany nadzwyczajne
12. Zmiana Konstytucji
13. Przepisy przejściowe i końcowe.

### Zasady
Do podstawowych zasad polskiej Konstytucji zalicza się:
- zasadę demokratycznego państwa prawa[24];
- zasadę suwerenności ludu[25];
- zasadę niepodległości i suwerenności państwa[26];
- zasadę legalizmu[27];
- zasadę podziału władzy[28];
- zasadę pluralizmu politycznego[29];
- zasadę społeczeństwa obywatelskiego[30];
- zasadę społecznej gospodarki rynkowej[31];
- zasadę przyrodzonej godności człowieka[32].

### Procedura zmiany
Procedurę zmiany Konstytucji określa Rozdział XII. Projekt ustawy nowelizującej ustawę zasadniczą przedłożyć mogą:
- 1/5 ustawowej liczby posłów;
- Senat;
- Prezydent Rzeczypospolitej.

Aby zmiana weszła w życie, stosowną uchwałę muszą przyjąć obie izby parlamentu – Sejm większością 2/3 głosów w obecności minimum połowy ustawowej liczby posłów oraz Senat większością bezwzględną w obecności minimum połowy ustawowej liczby senatorów. Następnie uchwaloną ustawę podpisuje Prezydent Rzeczypospolitej i zarządza jej publikację w Dzienniku Ustaw. W przypadku zmian artykułów z rozdziałów I, II lub XII, podmioty mające prawo inicjatywy ustawodawczej w przypadku zmiany Konstytucji, mają prawo wystąpić z żądaniem przeprowadzenia referendum zatwierdzającego. Akceptacja zmian wymaga większości głosów za i nie jest obarczona wymogiem progu frekwencji.

## Władza ustawodawcza
Konstytucja wyraźnie określa Sejm i Senat jako organy właściwe do sprawowania władzy ustawodawczej. Polski parlament jest zatem dwuizbowy, gdzie izbą niższą jest Sejm Rzeczypospolitej Polskiej, wyższą zaś Senat Rzeczypospolitej Polskiej. Obie izby wybierane są na 4-letnią kadencję, która rozpoczyna się z dniem pierwszego posiedzenia Sejmu i trwa do dnia poprzedzającego dzień zebrania się nowego Sejmu i obradują w trybie permanentnym. Konstrukcja parlamentu nie przyjęła zasady równouprawnienia izb – silniejsza pozycja przyznana jest Sejmowi. Wspólnie obradujące izby stanowią Zgromadzenie Narodowe. Stanowiska posła i senatora są niepołączalne. Konstytucja określa posłów i senatorów jako przedstawicieli Narodu, niezwiązanych żadnymi instrukcjami. Ponadto od dnia wyborów przysługuje im immunitet oraz nietykalność osobista.

### Organizacja parlamentu
Organizacja wewnętrzna izb określona jest w odrębnych regulaminach. Organami kierowniczymi Sejmu i Senatu są Marszałek Sejmu i Senatu oraz Prezydium Sejmu i Senatu. Organem o charakterze polityczno-doradczym jest Konwent Seniorów. Obie mają własne kancelarie o charakterze administracyjno-urzędniczym. Organami pomocniczymi są sejmowe i senackie komisje oraz powoływani przez izby sekretarze. W ramach struktur organizacji pracy posłów i senatorów tworzy się kluby parlamentarne, koła poselskie oraz zespoły.

### Sejm

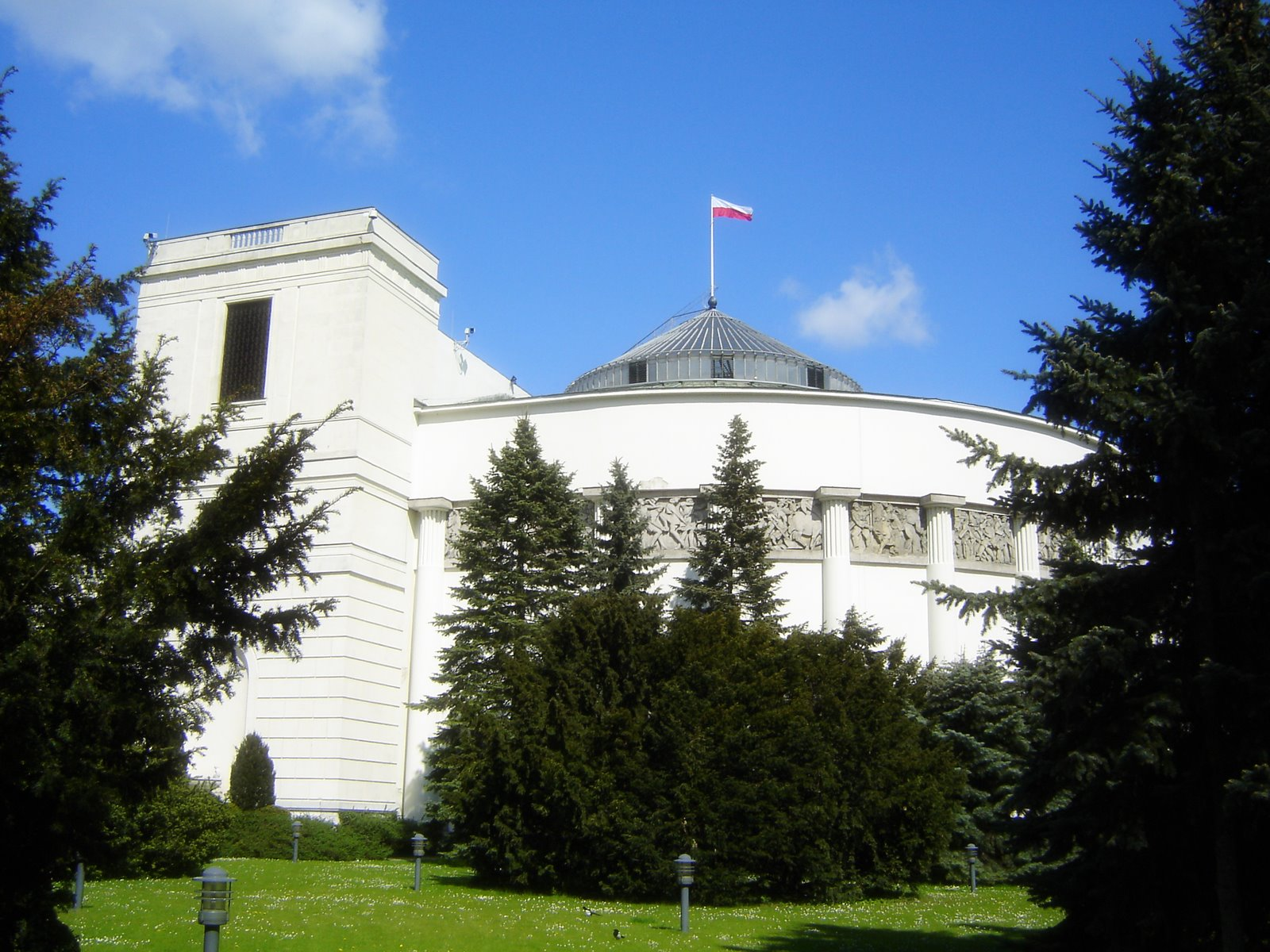
Gmach Sejmu

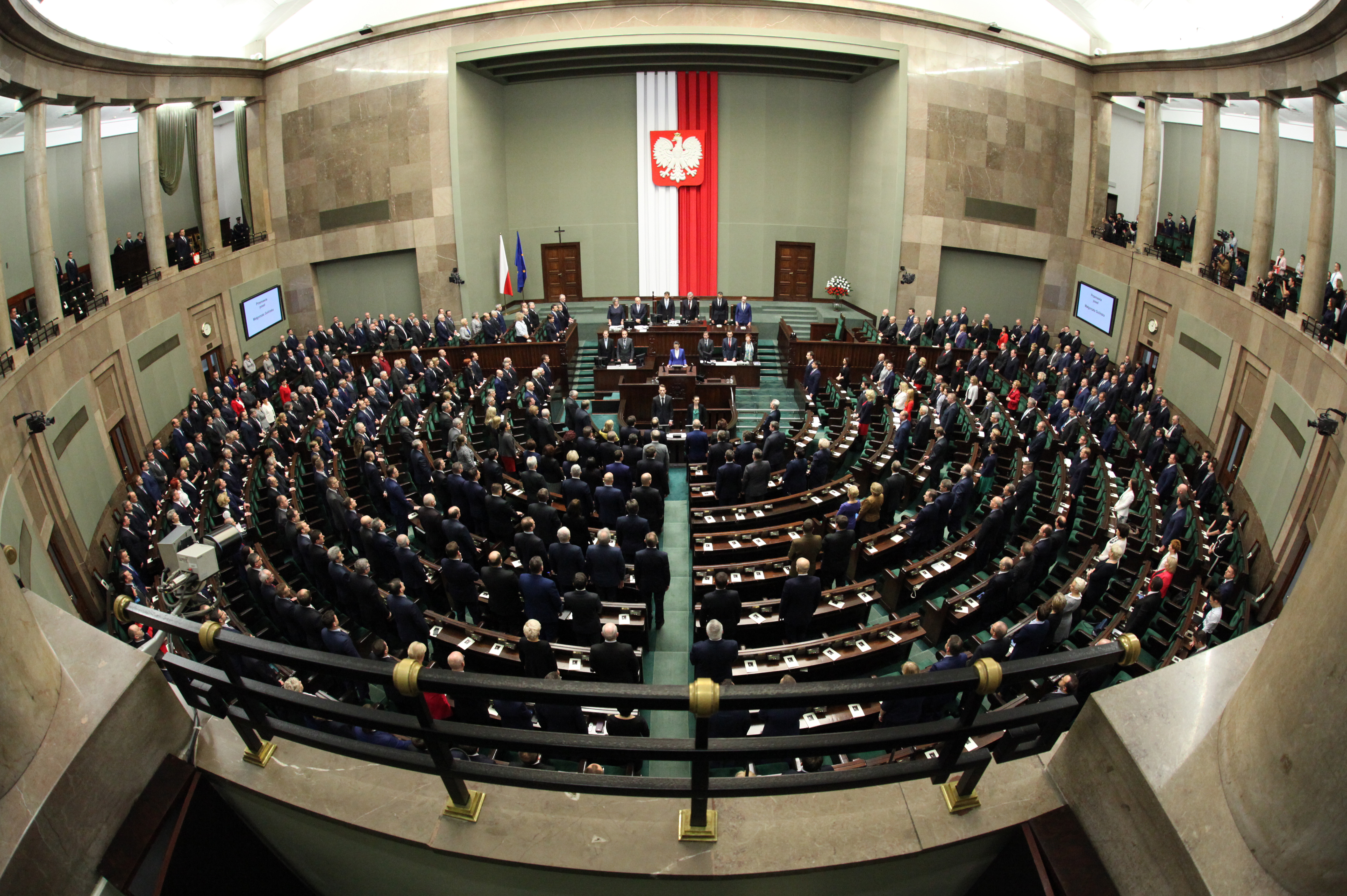
Sala Posiedzeń Sejmu

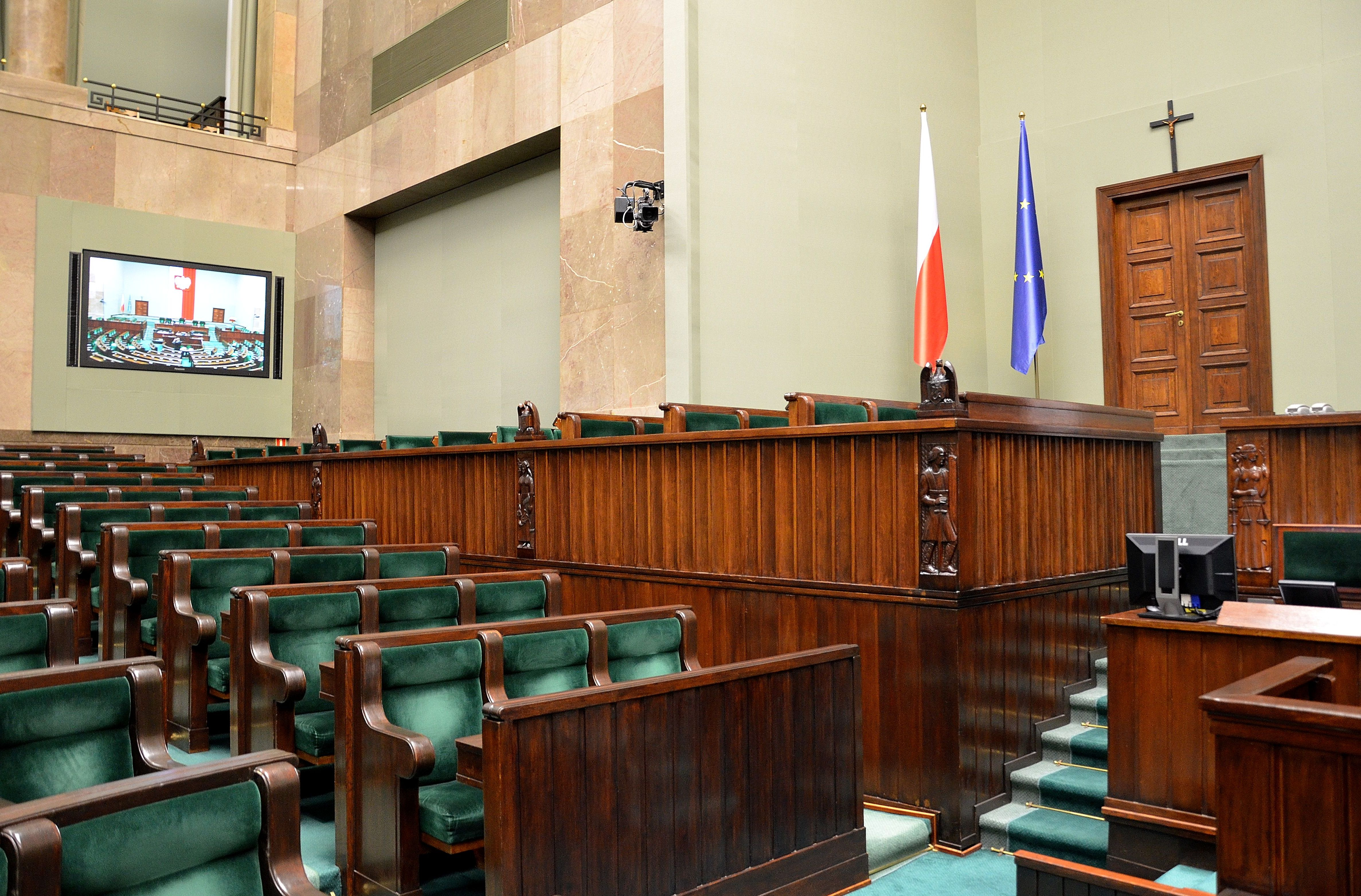
Ławy rządowe w Sali Posiedzeń Sejmu

Sejm liczy 460 posłów wybieranych w wyborach powszechnych, równych, bezpośrednich i proporcjonalnych, w głosowaniu tajnym. Sejm zajmuje ważną pozycję w zakresie sprawowania funkcji ustrojodawczej, czego wyrazem jest jego pozycja w procesie zmiany konstytucji. Ponadto przypisane mu są funkcje następujące:
- ustawodawcza – decydująca rola w uchwalaniu ustaw[49];
- kontrolna – w odniesieniu do Rady Ministrów jest to wyłączne prawo Sejmu[50];
  - prawo żądania informacji od ministrów i kierowników naczelnych organów administracji rządowej[51];
  - prawo żądania wysłuchania w postaci dezyderatów i opinii[51];
  - możliwość powoływania komisji śledczych[52];
  - procedura interpelacji[52] i zapytań[53];
  - kontrola nad realizacją budżetu i uchwalanie absolutorium[54];
  - na wniosek Prezesa Rady Ministrów ma prawo rozwiązać organ stanowiący samorządu terytorialnego, w przypadku rażącego naruszenia konstytucji lub ustaw[55];
  - wyrażenie wotum nieufności wobec Rady Ministrów lub poszczególnego ministra (w tym konstruktywne wotum nieufności)
- kreacyjna;
  - wyrażanie wotum zaufania wobec Rady Ministrów[56];
  - wybór składu Trybunału Konstytucyjnego[57];
  - wybór składu Trybunału Stanu[58][59];
  - wybór prezesa Najwyższej Izby Kontroli za zgodą Senatu[60];
  - wybór Rzecznika Praw Obywatelskich za zgodą Senatu[61];
  - wybór Rzecznika Praw Dziecka za zgodą Senatu[62];
  - wybór dwóch spośród pięciu członków Krajowej Rady Radiofonii i Telewizji[63];
  - wybór prezesa Narodowego Banku Polskiego[64] oraz 1/3 składu Rady Polityki Pieniężnej[65];
  - wybór czterech członków Krajowej Rady Sądownictwa[66];
  - wybór[67] Prezesa Instytutu Pamięci Narodowej za zgodą Senatu[68];
  - wybór Prezesa Urzędu Ochrony Danych Osobowych za zgodą Senatu[69].

Ponadto Sejm:
- decyduje o stanie wojny i pokoju[70];
- wyraża zgodę na ratyfikację umów międzynarodowych o szczególnym znaczeniu dla państwa[71];
- ma prawo uchylić bezwzględną większością głosów rozporządzenie Prezydenta wprowadzające stan wojenny[72];
- wyraża zgodę na przedłużenie stanu klęski żywiołowej[73];
- wyraża zgodę na przedłużenie stanu wyjątkowego[74];
- współdziała z Radą Ministrów w zakresie spraw związanych z członkostwem w Unii Europejskiej[75].

W pracy o charakterze urzędniczym, organizacyjno-technicznym i doradczym Sejm wspierany jest przez apolityczyny i działający permanentnie urząd – Kancelarię Sejmu.

#### Skrócenie kadencji
Kadencja Sejmu może zostać skrócona w trzech wypadkach:
- na drodze uchwały Sejmu podjętej większością minimum 2/3 ustawowej liczby posłów[76];
- zarządzeniem Prezydenta w razie nieudzielenia przez Sejm wotum zaufania nowej Radzie Ministrów[77] (obligatoryjne skrócenie kadencji);
- zarządzeniem Prezydenta w przypadku nieuchwalenia ustawy budżetowej w ciągu 4 miesięcy od dnia przedstawienia Sejmowi jej projektu[78] (fakultatywne skrócenie kadencji).

Skrócenie kadencji Sejmu oznacza automatyczne skrócenie kadencji Senatu i przyspieszone wybory parlamentarne. Zasadniczo nie istnieje możliwość wydłużenia kadencji izb – jedynym dopuszczalnym wyjątkiem jest sytuacja stanu nadzwyczajnego.

### Senat

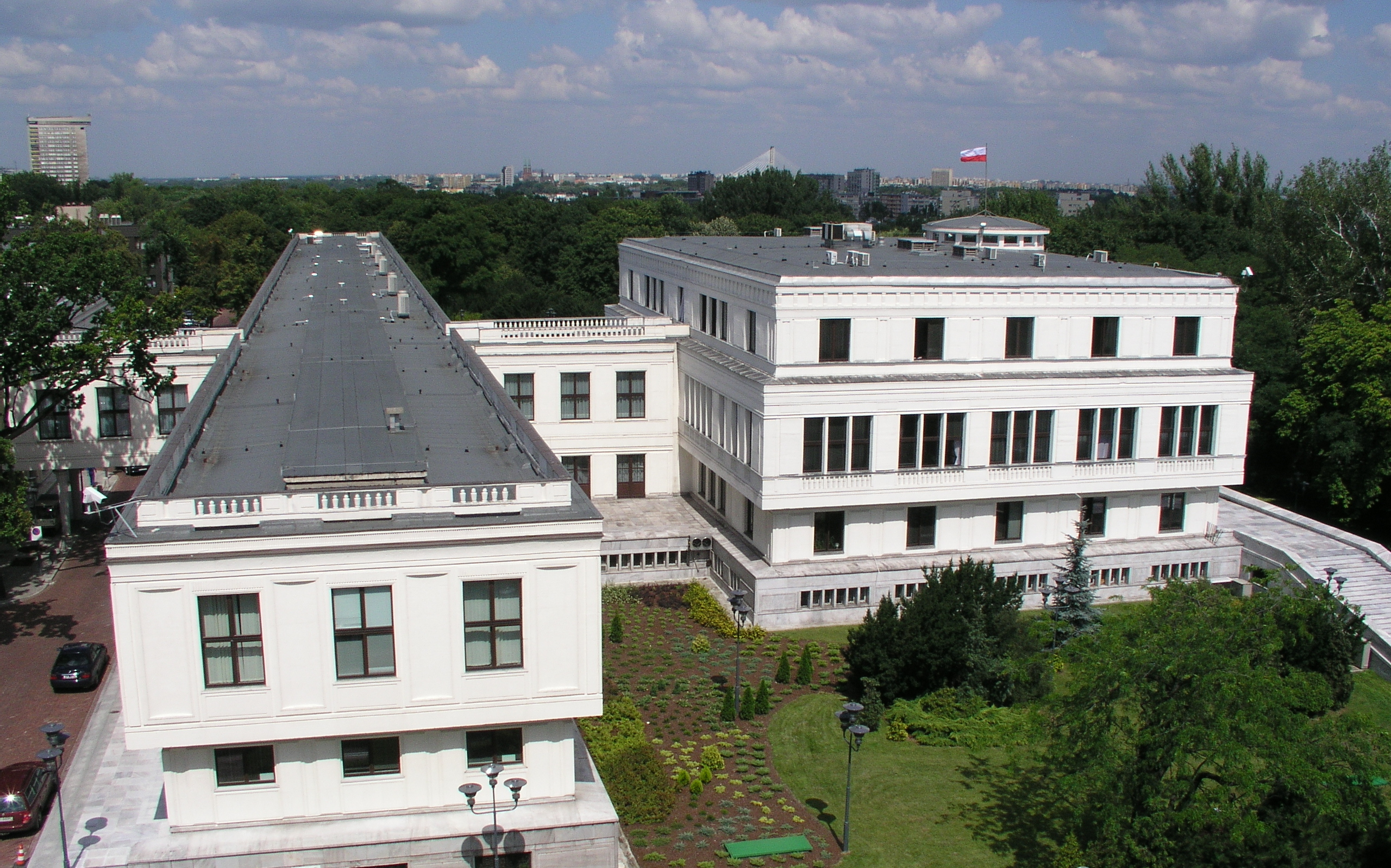
Budynek Senatu

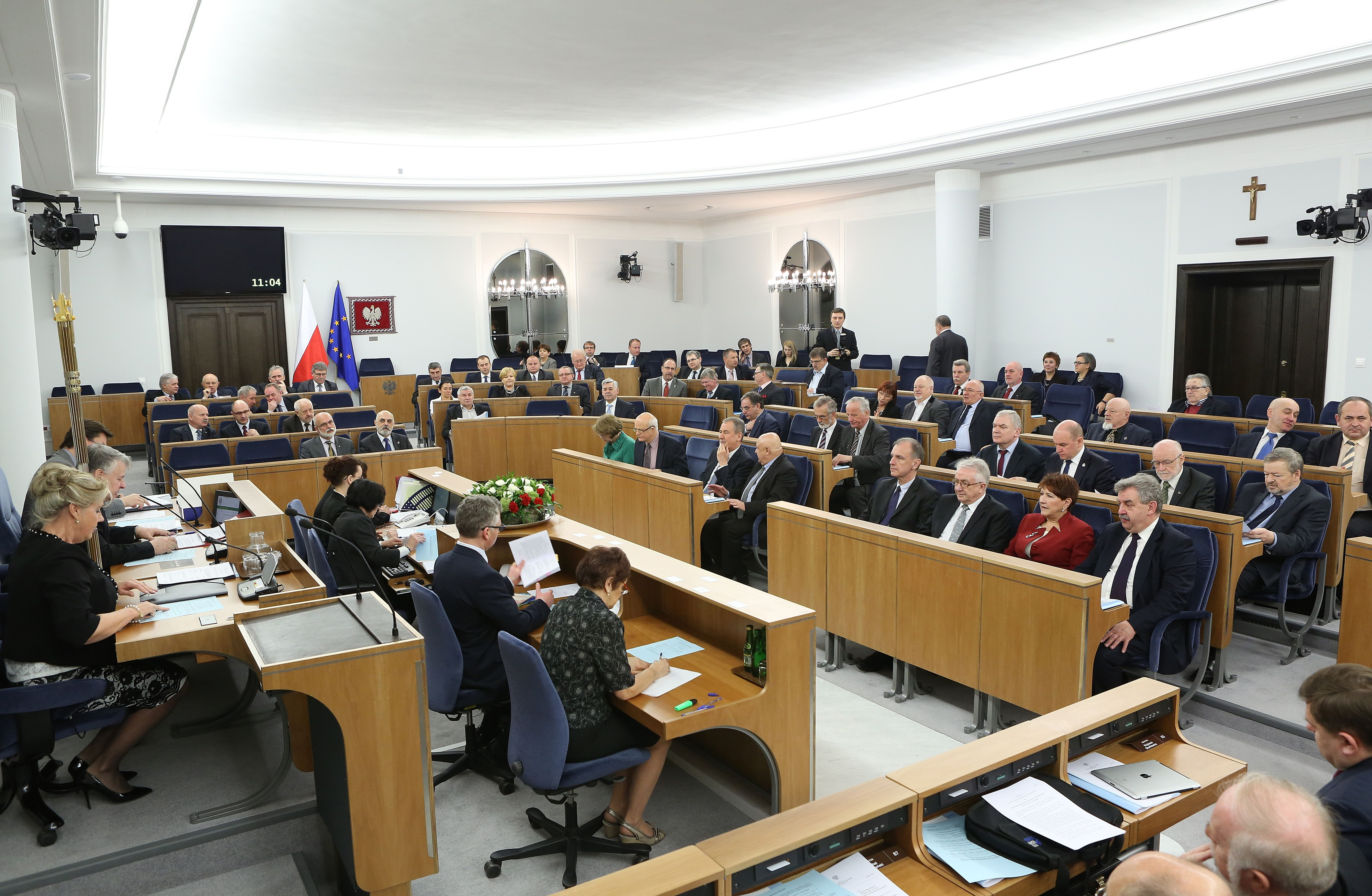
Posiedzenie Senatu (2014)

Senat liczy 100 senatorów wybieranych w wyborach powszechnych i bezpośrednich, w głosowaniu tajnym. Szczególna rola przypada Senatowi w procesie zmiany konstytucji, gdyż wymóg jego zgody na uchwalenie ustawy zmieniającej konstytucję oznacza w tym wypadku jego równouprawnienie z Sejmem. Poza tym kompetencje Senatu są znacznie węższe niż kompetencje Sejmu. W procedurze ustawodawczej, po uchwaleniu ustawy przez Sejm, Senat może przyjąć ją bez zmian, wnieść poprawki lub też odrzucić. Uchwałę Senatu w tej sprawie może jednak odrzucić Sejm, przy zachowaniu wymogu bezwzględnej większości głosów oraz przy zachowaniu kworum.
W zakresie funkcji kreacyjnej Senat:
- wybiera:
  - jednego spośród pięciu członków Krajowej Rady Radiofonii i Telewizji[63];
  - 1/3 składu Rady Polityki Pieniężnej[65];
  - członków Krajowej Rady Sądownictwa[66];
- wyraża zgodę na wybór przez Sejm:
  - Prezesa Najwyższej Izby Kontroli[60];
  - Rzecznika Praw Obywatelskich[61];
  - Rzecznika Praw Dziecka[62];
  - Prezesa Instytutu Pamięci Narodowej[68];
  - Prezesa Urzędu Ochrony Danych Osobowych[69].

### Zgromadzenie Narodowe

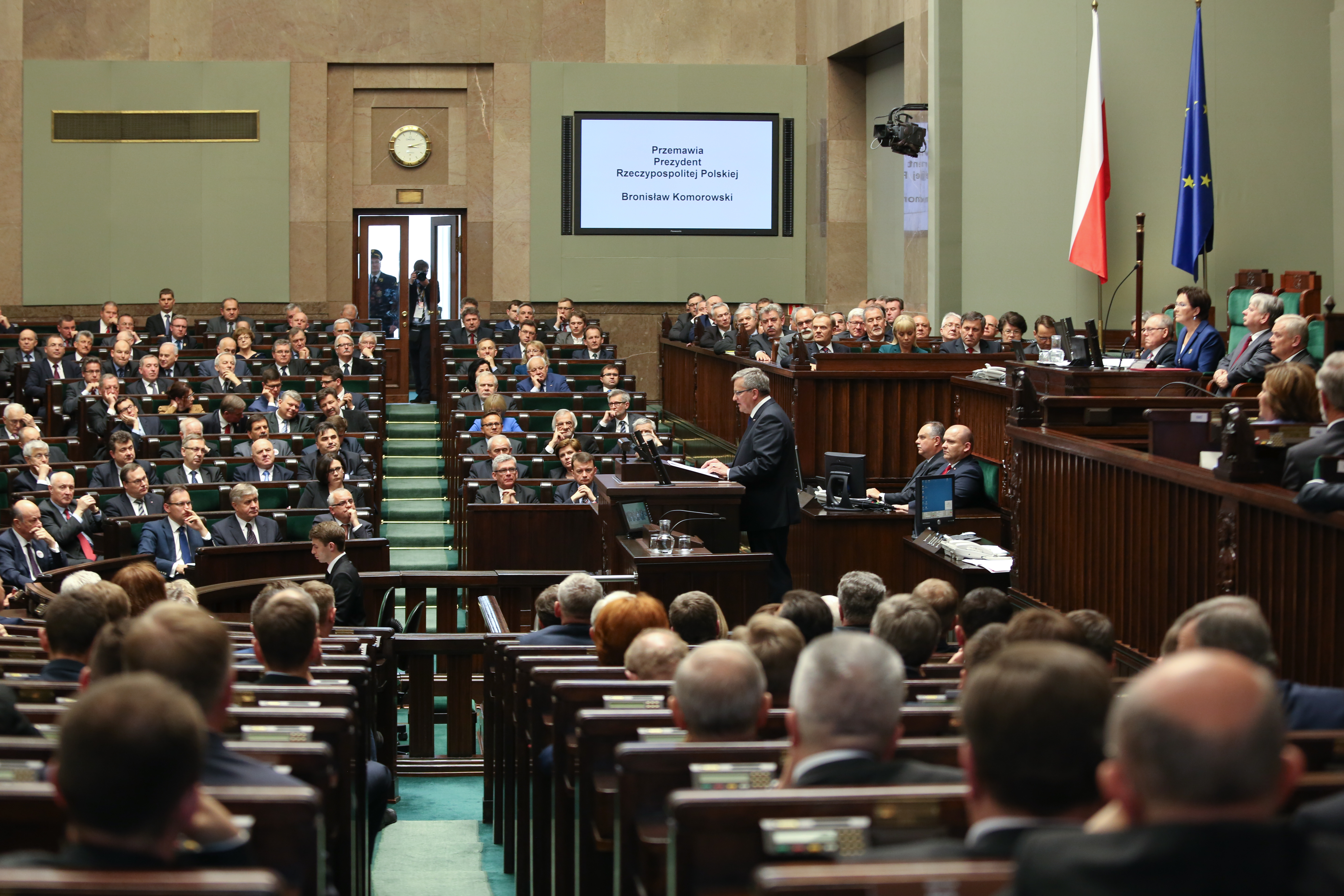
Prezydent Bronisław Komorowski wygłaszający orędzie przed Zgromadzeniem Narodowym (4 czerwca 2014)

Szczególną formą obrad izb parlamentu jest wspólne posiedzenie posłów i senatorów w postaci Zgromadzenia Narodowego, obradujące pod przewodnictwem Marszałka Sejmu, lub w jego zastępstwie Marszałka Senatu. Kompetencje przyznane tej instytucji w Konstytucji z 1997 roku są ograniczone i dotyczą wyłącznie kwestii związanych z osobą Prezydenta.
Zgromadzenie Narodowe:
- przyjmuje przysięgę od nowego Prezydenta[85];
- większością minimum 2/3 głosów może stwierdzić trwałą niezdolność Prezydenta do sprawowania urzędu ze względu na stan zdrowia[86];
- większością minimum 2/3 głosów na wniosek 140 członków może postawić Prezydenta przed Trybunałem Stanu[87], co jednocześnie skutkuje zawieszeniem sprawowania urzędu przez Prezydenta[88];
- może być odbiorcą orędzia Prezydenta – jednak bez możliwości debatowania nad orędziem[89].

### Inicjatywa ustawodawcza
Podmioty, którym przysługuje inicjatywa ustawodawcza są w Konstytucji wyraźnie wyodrębnione. Należą do nich:
- posłowie – Regulamin Sejmu ustala liczbę posłów na 15 oraz przyznaje to prawo komisjom sejmowym[91];
- Senat;
- Prezydent Rzeczypospolitej Polskiej;
- Rada Ministrów;
- grupa 100 tysięcy obywateli, mająca prawo głosu w wyborach do Sejmu (tzw. obywatelska inicjatywa ustawodawcza).

Inicjatywa ustawodawcza ograniczona jest w dwóch wypadkach:
- uchwalanie budżetu – zarówno w przypadku ustawy budżetowej, ustawy o prowizorium budżetowym, zmiany ustawy budżetowej, jak i zaciąganiu długu publicznego lub udzielaniu gwarancji finansowych przez państwo, wyłączne prawo inicjatywy ustawodawczej przysługuje Radzie Ministrów[92];
- zmiana Konstytucji – prawo inicjatywy ustawodawczej przyznano 1/5 ustawowej liczby posłów, Senatowi oraz Prezydentowi[34].

## Władza wykonawcza

### Prezydent

Proporzec Prezydenta Rzeczypospolitej

Podstawowe znaczenie i charakter urzędu Prezydenta określa Konstytucja w art. 126. Jest on najwyższym przedstawicielem Rzeczypospolitej Polskiej i gwarantem ciągłości władzy państwowej. Ponadto czuwa nad przestrzeganiem Konstytucji, stoi na straży suwerenności i bezpieczeństwa państwa oraz nienaruszalności i niepodzielności jego terytorium. Zasady i zakres wykonywania jego zadań określone są przez Konstytucję i ustawy. Prezydent jest przede wszystkim jednym z dwóch głównych, obok Rady Ministrów, organem władzy wykonawczej. Jego pozycję ustrojową określić można według sześciu naczelnych zasad:
- dualizm egzekutywy z domniemaniem kompetencji w sprawach polityki państwa na rzecz Rady Ministrów[98];
- funkcja arbitra w modelu zracjonalizowanego parlamentaryzmu[99];
- silna legitymacja demokratyczna związana z wyborem Prezydenta przez Naród[100];
- kadencyjność urzędu i tylko jednokrotna możliwość powtórnego wyboru[101];
- brak ponoszenia odpowiedzialności politycznej przed parlamentem, przy jednoczesnym ponoszeniu odpowiedzialności konstytucyjnej w wypadku naruszenia prawa[102] oraz ograniczenie niezależności Prezydenta w związku z instytucją kontrasygnaty[103];
- zasada incompatibilitas – zapewnienie niezależności Prezydenta poprzez niepołączalność urzędów i funkcji[104].

Prezydent obejmuje swój urząd po złożeniu uroczystej przysięgi przed Zgromadzeniem Narodowym. Jej treść jest następująca:

Obejmując z woli Narodu urząd Prezydenta Rzeczypospolitej Polskiej, uroczyście przysięgam, że dochowam wierności postanowieniom Konstytucji, będę strzegł niezłomnie godności Narodu, niepodległości i bezpieczeństwa państwa, a dobro Ojczyzny oraz pomyślność obywateli będą dla mnie zawsze najwyższym nakazem.

Przysięgę można złożyć z dodaniem zdania:

Tak mi dopomóż Bóg.

#### Funkcje

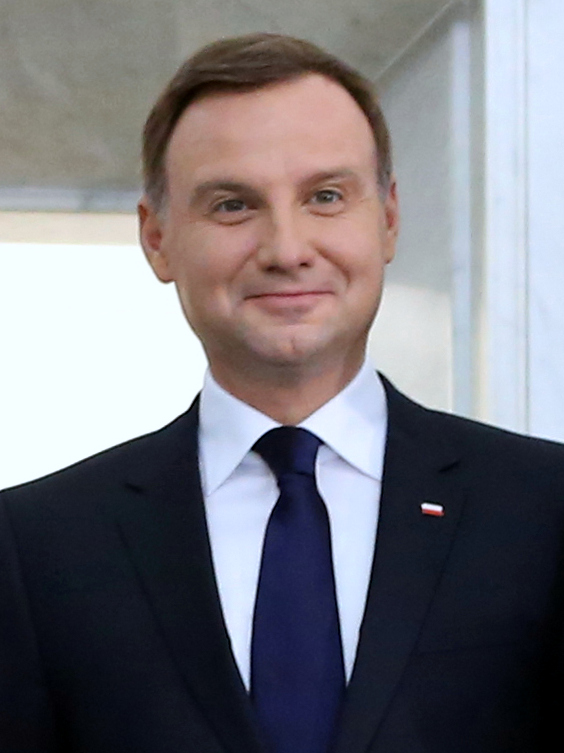
Prezydent Andrzej Duda

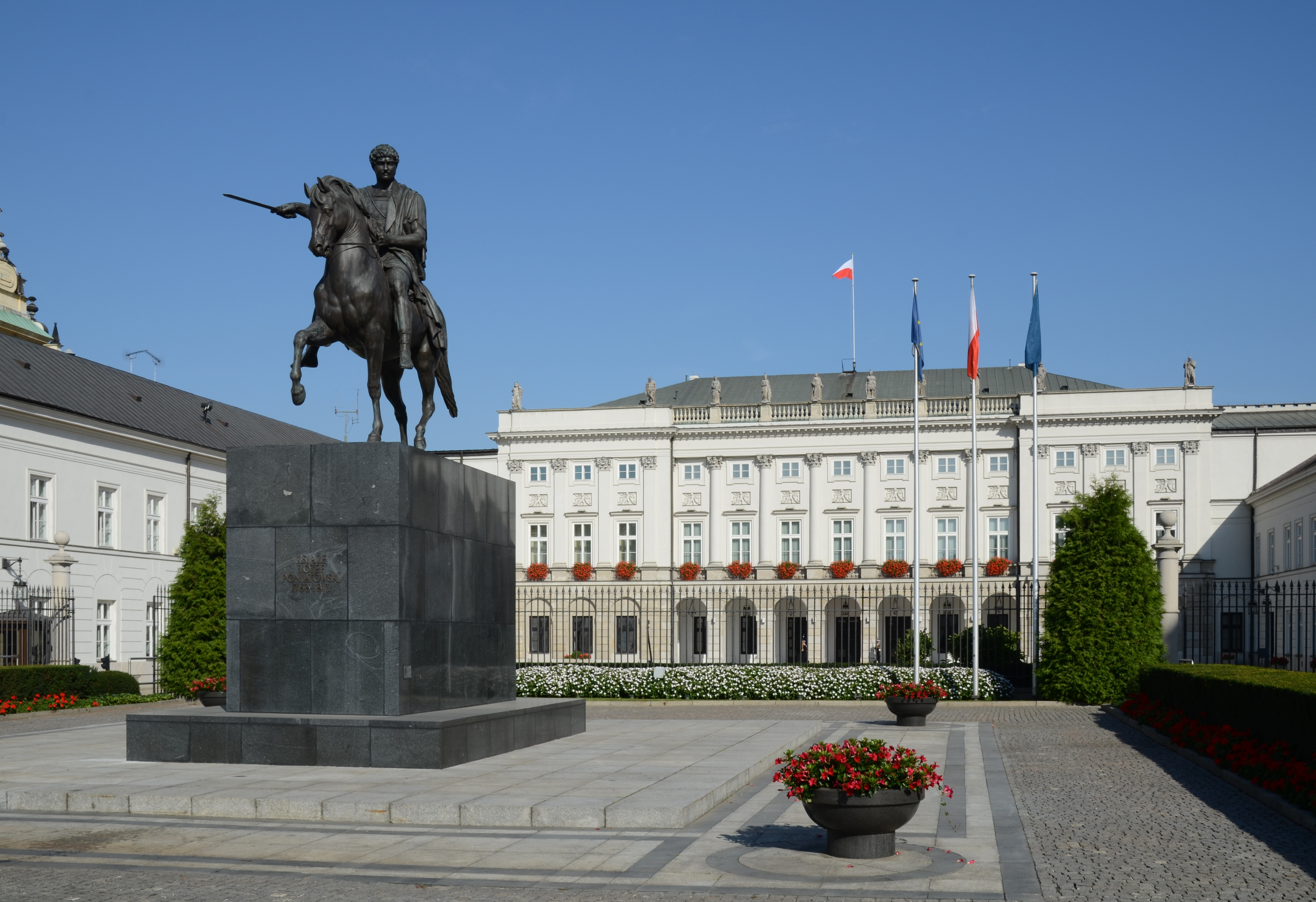
Pałac Prezydencki w Warszawie

Do prerogatyw, czyli wyłącznych uprawnień Prezydenta, zwolnionych z wymogu kontrasygnaty Prezesa Rady Ministrów, zalicza się:
- zarządzanie wyborów do Sejmu i Senatu;
- zwoływanie pierwszego posiedzenia obu izb;
- inicjatywę ustawodawczą;
- zarządzanie referendum ogólnokrajowego;
- podpisywanie ustaw[107];
- zarządzanie ogłaszania ustaw lub umów międzynarodowych w Dzienniku Ustaw;
- zwracanie się z orędziem do Sejmu, Senatu lub Zgromadzenia Narodowego;
- składanie wniosku do Trybunału Konstytucyjnego;
- składanie wniosku do Najwyższej Izby Kontroli;
- desygnowanie i powoływanie Prezesa Rady Ministrów;
- przyjmowanie dymisji Rady Ministrów oraz powierzanie jej tymczasowego pełnienia obowiązków;
- składanie wniosku do Sejmu o pociągnięcie członka Rady Ministrów do odpowiedzialności przed Trybunałem Stanu;
- odwoływanie ministrów, którym Sejm wyraził wotum nieufności;
- zwoływanie Rady Gabinetowej;
- nadawanie orderów i odznaczeń;
- powoływanie sędziów;
- prawo łaski – zakazane jednak w przypadku skazanych przez Trybunał Stanu[108];
- nadawanie obywatelstwa i wyrażanie zgody na jego zrzeczenie się;
- powoływanie Pierwszego Prezesa Sądu Najwyższego;
- powoływanie Prezesa i Wiceprezesa Trybunału Konstytucyjnego;
- powoływanie Prezesa Naczelnego Sądu Administracyjnego;
- powoływanie Prokuratora Generalnego;
- składanie wniosku do Sejmu o powołanie Prezesa Narodowego Banku Polskiego;
- powoływanie członków Rady Polityki Pieniężnej;
- powoływanie i odwoływanie członków Rady Bezpieczeństwa Narodowego;
- powoływanie członków Krajowej Rady Radiofonii i Telewizji;
- nadawanie statutu Kancelarii Prezydenta oraz powoływanie i odwoływanie jej Szefa;
- wydawanie zarządzeń o charakterze wewnętrznym;
- zrzeczenie się urzędu.

Do istotnych i typowych dla systemu politycznego Rzeczypospolitej Polskiej uprawnień Prezydenta zalicza się weto ustawodawcze, którego odrzucenie przez Sejm wymaga 3/5 głosów, inicjatywę ustawodawczą, możliwość kierowania ustaw do Trybunału Konstytucyjnego, możliwość skrócenia kadencji Sejmu w razie nieuchwalenia budżetu w określonym terminie oraz zarządzanie referendum, choć to ostatnie wymaga zgody Senatu.
Ponadto Prezydent Rzeczypospolitej reprezentuje państwo w stosunkach zewnętrznych. Z racji tej funkcji ratyfikuje i wypowiada umowy międzynarodowe (przy czym może wnioskować do Trybunału Konstytucyjnego o zbadanie zgodności ich treści z Konstytucją), mianuje i odwołuje przedstawicieli RP w innych państwach oraz przy organizacjach międzynarodowych, a także przyjmuje listy uwierzytelniające od przedstawicieli dyplomatycznych państw obcych i organizacji międzynarodowych. Poza tym w sprawach polityki zagranicznej zobowiązany jest do współdziałania z Radą Ministrów oraz właściwym ministrem.
Jako najwyższy zwierzchnik Sił Zbrojnych Rzeczypospolitej Polskiej Prezydent sprawuje zwierzchnictwo nad Siłami Zbrojnymi na czas pokoju i za pośrednictwem Ministra Obrony Narodowej. Ponadto mianuje Szefa Sztabu Generalnego oraz – na czas określony – dowódców poszczególnych rodzajów Sił Zbrojnych. Na wniosek Ministra Obrony Narodowej nadaje także określone ustawowo stopnie wojskowe. Kompetencją Prezydenta w zakresie zwierzchnictwa nad Siłami Zbrojnymi przewidzianą na czas wojny jest mianowanie Naczelnego Dowódcy Sił Zbrojnych, co czyni na wniosek Prezesa Rady Ministrów. Ponadto w razie bezpośredniego zagrożenia państwa z zewnątrz Prezydent, na wniosek Prezesa Rady Ministrów, zarządza mobilizację i użycie Sił Zbrojnych. W zakresie bezpieczeństwa państwa organem doradczym jest Rada Bezpieczeństwa Narodowego.
Uprawnieniem Prezydenta RP w zakresie oddziaływania na rząd jest możliwość zwoływania Rady Gabinetowej, czyli Rady Ministrów obradującej pod przewodnictwem Prezydenta, która nie ma jednak kompetencji Rady Ministrów. Ponadto Prezydent ma ograniczone kompetencje prawodawcze w postaci wydawania rozporządzeń i zarządzeń.

### Rada Ministrów i administracja rządowa
Radę Ministrów tworzy Prezes Rady Ministrów wraz z podległymi mu ministrami. Zarówno Prezes, jak i wiceprezesi również mogą pełnić funkcje ministerialne. Konstytucja wyróżnia dwa rodzaje ministrów – kierujących działami administracji rządowej oraz ministrów-członków Rady Ministrów, czyli przewodniczących określonych komitetów. Koordynacją prac zajmuje się urząd w postaci Kancelarii Prezesa Rady Ministrów, którego szef pochodzi z nominacji Prezesa Rady Ministrów. Z kolei jednostką pilnującą przebiegu prac legislacyjnych jest Rządowe Centrum Legislacji.

#### Powoływanie
Początkowo inicjatywa w procedurze powoływania Rady Ministrów należy do Prezydenta. Desygnuje on Prezesa Rady Ministrów, który przedstawia propozycję składu nowej Rady. W ciągu 14 dni od pierwszego posiedzenia Sejmu lub dymisji poprzedniej Rady Ministrów nowo powołana Rada Ministrów składa przysięgę przed Prezydentem. Jej treść jest następująca:

Obejmując urząd Prezesa Rady Ministrów (wiceprezesa Rady Ministrów, ministra), uroczyście przysięgam, że dochowam wierności postanowieniom Konstytucji i innym prawom Rzeczypospolitej Polskiej, a dobro Ojczyzny oraz pomyślność obywateli będą dla mnie zawsze najwyższym nakazem.

Przysięgę można złożyć z dodaniem zdania: „Tak mi dopomóż Bóg” (art. 151 Konstytucji RP).
Następnie w ciągu 14 dni od powołania przez Prezydenta, Prezes Rady Ministrów przedstawia w Sejmie exposé oraz zwraca się do Izby z wnioskiem o wotum zaufania. Przegłosowanie tego wniosku wymaga uzyskania bezwzględnej większości głosów przy zachowaniu co najmniej połowy ustawowej liczby posłów. Fiasko powołania nowej Rady Ministrów w tym trybie sprawia, że inicjatywę przejmuje Sejm. Wybiera on wówczas Prezesa Rady Ministrów i proponowany przez niego skład Rady oraz zatwierdza swój wybór bezwzględną większością głosów przy zachowaniu kworum. Następnie Prezydent powołuje wyłonioną w ten sposób Radę Ministrów i odbiera od niej przysięgę. Niepowodzenie tego trybu skutkuje powrotem inicjatywy do Prezydenta – procedura jest wówczas analogiczna jak na początku, jednak uzyskanie wotum zaufania od Sejmu wymaga zwykłej większości głosów. Nieuzyskanie wotum zaufania oznacza skrócenie kadencji Sejmu i przedterminowe wybory parlamentarne.

#### Funkcje

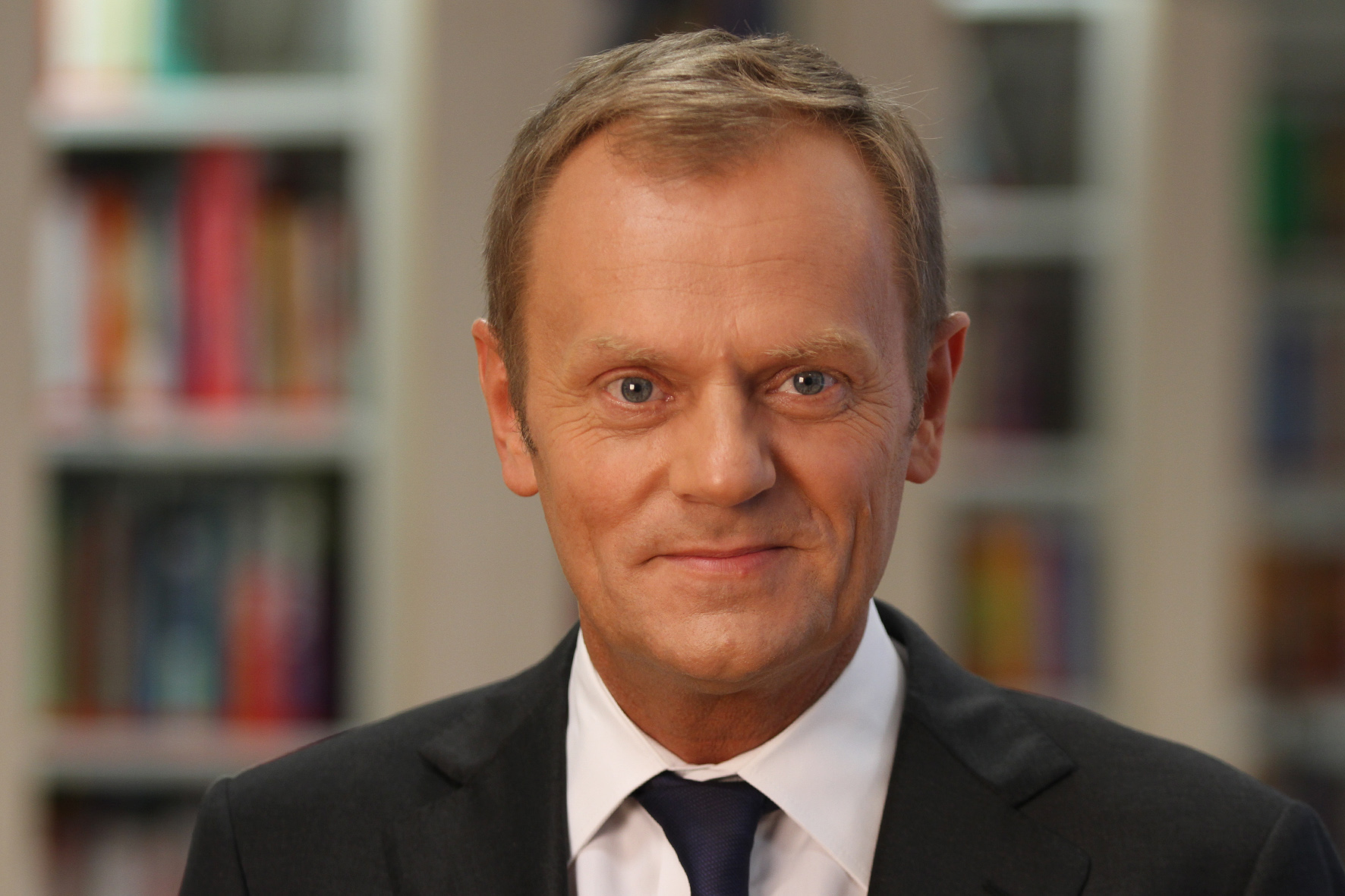
Prezes Rady Ministrów Donald Tusk

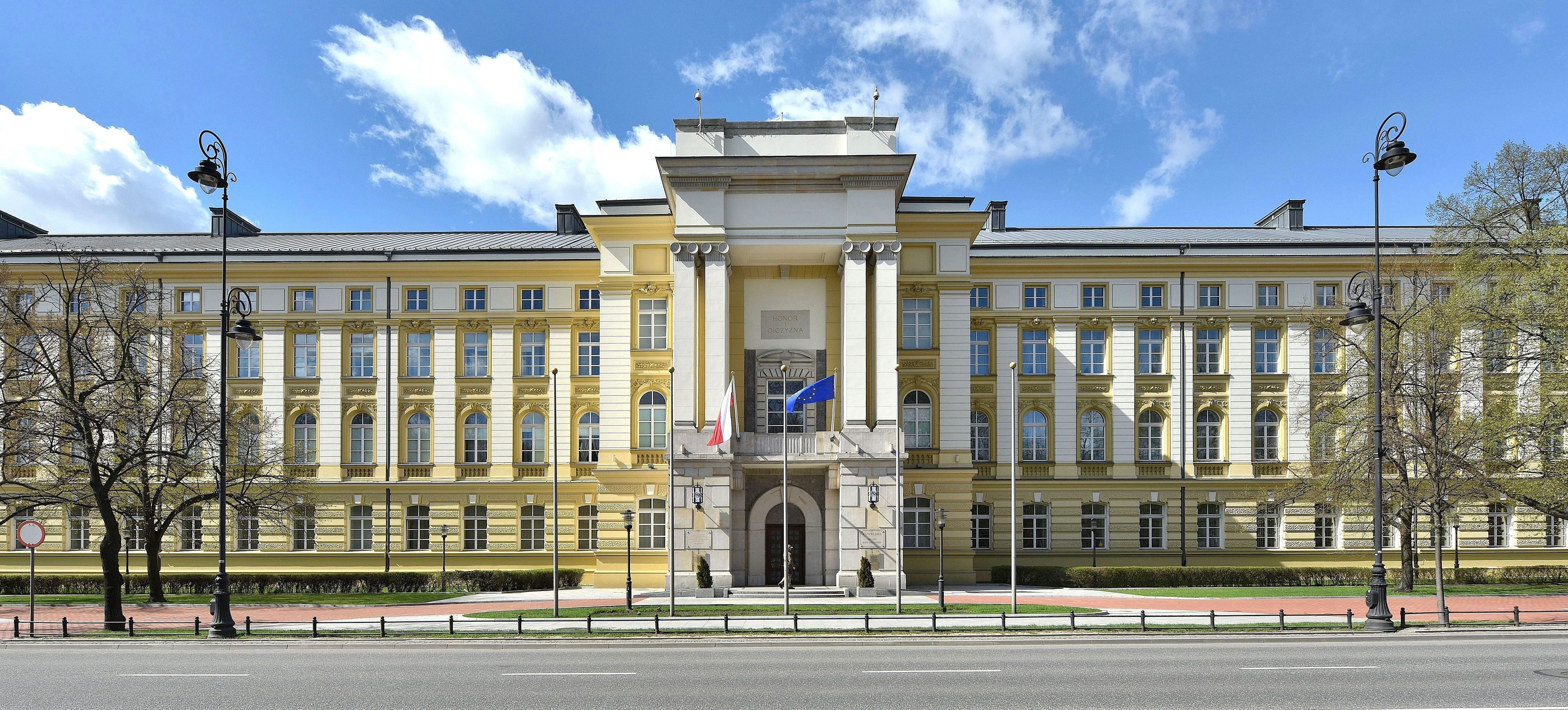
Gmach Kancelarii Prezesa Rady Ministrów przy Alejach Ujazdowskich 1/3 w Warszawie

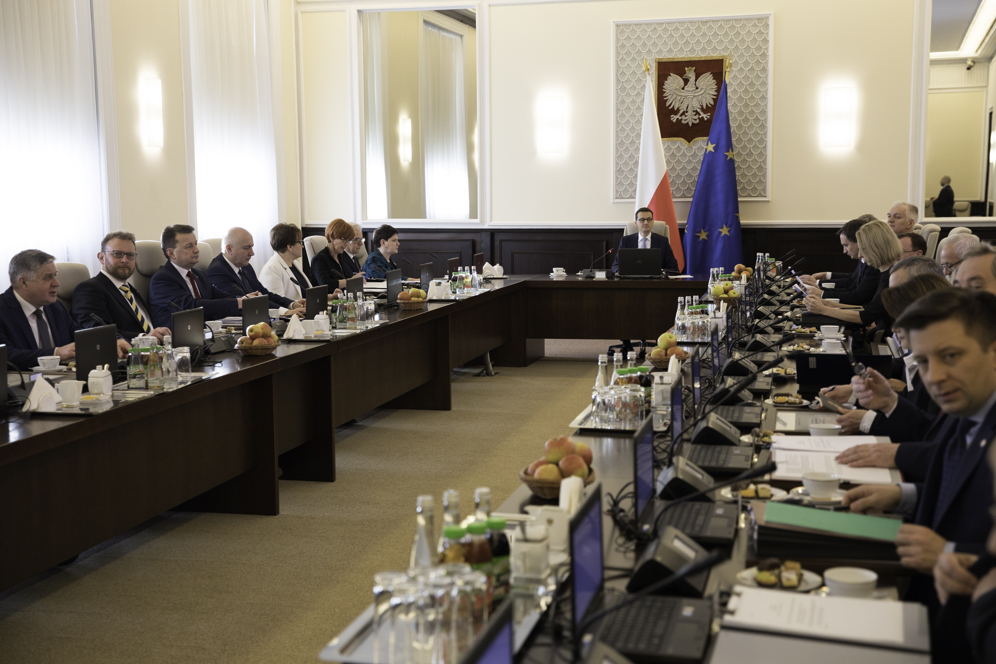
Posiedzenie pierwszego rządu Mateusza Morawieckiego w sali im. Andrzeja Frycza Modrzewskiego w gmachu Kancelarii Prezesa Rady Ministrów (2018)

Rada Ministrów jest konstytucyjnym organem władzy wykonawczej w Polsce. Prowadzi politykę wewnętrzną i zagraniczną, należą do niej wszelkie sprawy polityki państwa niezastrzeżone dla innych organów państwowych lub samorządowych.
Do naczelnych zadań Rady Ministrów zalicza się:
- kierowanie administracją rządową[138];
- zapewnienie wykonywania ustaw;
- wydawanie rozporządzeń;
- koordynację i kontrolę prac administracji rządowej;
- ochronę interesów Skarbu Państwa;
- uchwalanie projektu ustawy budżetowej;
- nadzór nad realizacją budżetu, uchwalanie zamknięcia rachunków państwowych oraz sprawozdania z wykonania budżetu;
- zapewnienie bezpieczeństwa wewnętrznego oraz porządku publicznego;
- zapewnienie bezpieczeństwa zewnętrznego;
- sprawowanie kierownictwa w stosunkach z innymi państwami oraz organizacjami międzynarodowymi;
- zawieranie umów międzynarodowych wymagających ratyfikacji oraz zatwierdzanie i wypowiadanie pozostałych;
- sprawowanie ogólnego kierownictwa w zakresie obronności kraju;
- określanie organizacji i trybu własnej pracy.

Szczególną pozycję w Radzie Ministrów zajmuje jej Prezes, potocznie określany premierem. Do jego podstawowych zadań należą:
- reprezentowanie Rady Ministrów;
- kierowanie jej pracami;
- wydawanie rozporządzeń;
- zapewnienie wykonywania polityki Rady Ministrów oraz określenie sposobów jej realizacji;
- koordynacja i kontrola prac członków Rady Ministrów;
- nadzór nad samorządem terytorialnym;
- służbowe zwierzchnictwo nad pracownikami administracji rządowej.

#### Odpowiedzialność
Członkowie Rady Ministrów ponoszą przed Sejmem odpowiedzialność polityczną solidarną oraz indywidualną. Istotnym uprawnieniem Sejmu w tym zakresie jest możliwość zastosowania procedury konstruktywnego wotum nieufności. Polega ona zgłoszeniu przez minimum 46 posłów wniosku o wotum nieufności wobec Rady Ministrów wraz z jednoczesnym imiennym wskazaniem kandydata na nowego Prezesa Rady Ministrów. Poparcie tego wniosku przez większość ustawowej liczby posłów skutkuje dymisją Rady Ministrów i powołaniem przez Prezydenta wskazanego przez Sejm nowego Prezesa Rady Ministrów. Innym ważnym uprawnieniem Sejmu w tym zakresie jest możliwość wyrażenia wotum nieufności pojedynczemu ministrowi. Wniosek taki zgłasza minimum 69 posłów, zaś jego poparcie wymaga zwykłej większości głosów i powoduje odwołanie ministra przez Prezydenta. Ponadto w każdej chwili Prezes Rady Ministrów może zwrócić się do Sejmu o udzielenie Radzie Ministrów wotum zaufania – następuje ono większością głosów w obecności co najmniej połowy ustawowej liczby posłów. Poza tym zarówno Prezes, jak i członkowie Rady Ministrów ponoszą odpowiedzialność konstytucyjną przed Trybunałem Stanu.

#### Dymisja
Rada Ministrów powoływana jest bezterminowo, a zakończenie jej funkcjonowania zawsze przybiera postać dymisji. Następuje ona w następujących przypadkach:
- pierwsze posiedzenie nowo wybranego Sejmu;
- nieuchwalenie przez Sejm wotum zaufania;
- wyrażenie przez Sejm wotum nieufności;
- rezygnacja Prezesa Rady Ministrów – w tym przypadku może jednak nastąpić odmowa przyjęcia dymisji przez Prezydenta[148].

Pojedynczych zmian w składzie Rady Ministrów zawsze dokonuje Prezydent, na wniosek Prezesa Rady Ministrów.
Ponadto Rada Ministrów składa dymisję w razie śmierci Prezesa Rady Ministrów (interpretacja wyprowadzona z art. 147 ust. 1 Konstytucji).

#### Administracja rządowa
Rozdział VI Konstytucji, oprócz Rady Ministrów, wyróżnia także administrację rządową. Terenowymi przedstawicielami Rady Ministrów w województwach są wojewodowie – zwierzchnicy administracji zespolonej. Powołuje ich Prezes Rady Ministrów na wniosek ministra właściwego do spraw administracji publicznej. Drugą część terenowej administracji rządowej stanowi administracja niezespolona, niezależna od wojewodów i podlegająca centralnym organom administracji. Obsługę urzędów administracji zapewnia korpus służby cywilnej, podlegający Prezesowi Rady Ministrów.

## Władza sądownicza

### Wymiar sprawiedliwości
Wraz z trybunałami sądy stanowią część władzy sądowniczej w Polsce. Spośród organów sprawujących wymiar sprawiedliwości wyróżnia się:
- Sąd Najwyższy;
- sądy powszechne;
- sądy administracyjne;
- sądy wojskowe.

Ponadto na czas wojny Konstytucja dopuszcza powołanie sądów wyjątkowych lub ustanowienie trybu doraźnego. Postępowanie sądowe jest przynajmniej dwuinstancyjne. Naczelnymi ustawami regulującymi działalność wymiaru sprawiedliwości są:
- Ustawa z dnia 27 lipca 2001 roku – Prawo o ustroju sądów powszechnych;
- Ustawa z dnia 25 lipca 2002 roku – Prawo o ustroju sądów administracyjnych;
- Ustawa z dnia 21 sierpnia 1997 roku – Prawo o ustroju sądów wojskowych;
- Ustawa z dnia 23 listopada 2002 roku o Sądzie Najwyższym;
- Ustawa z dnia 27 lipca 2001 roku o Krajowej Radzie Sądownictwa.

#### Sędziowie
Sędziów powołuje Prezydent, na wniosek Krajowej Rady Sądownictwa, na czas nieokreślony. Nie mogą należeć do partii politycznych ani związków zawodowych, są niezawiśli, podlegają wyłącznie Konstytucji oraz ustawom. Przysługuje im immunitet oraz nietykalność osobista. Sędziowie są też nieusuwalni, a złożenie ich z urzędu lub zawieszenie wymaga orzeczenia sądu. Udział pozostałych obywateli w wymiarze sprawiedliwości określony jest ustawowo i sprowadza się do stosowania systemu sądu ławniczego w I instancji w sądach powszechnych i wojskowych.

#### Sąd Najwyższy

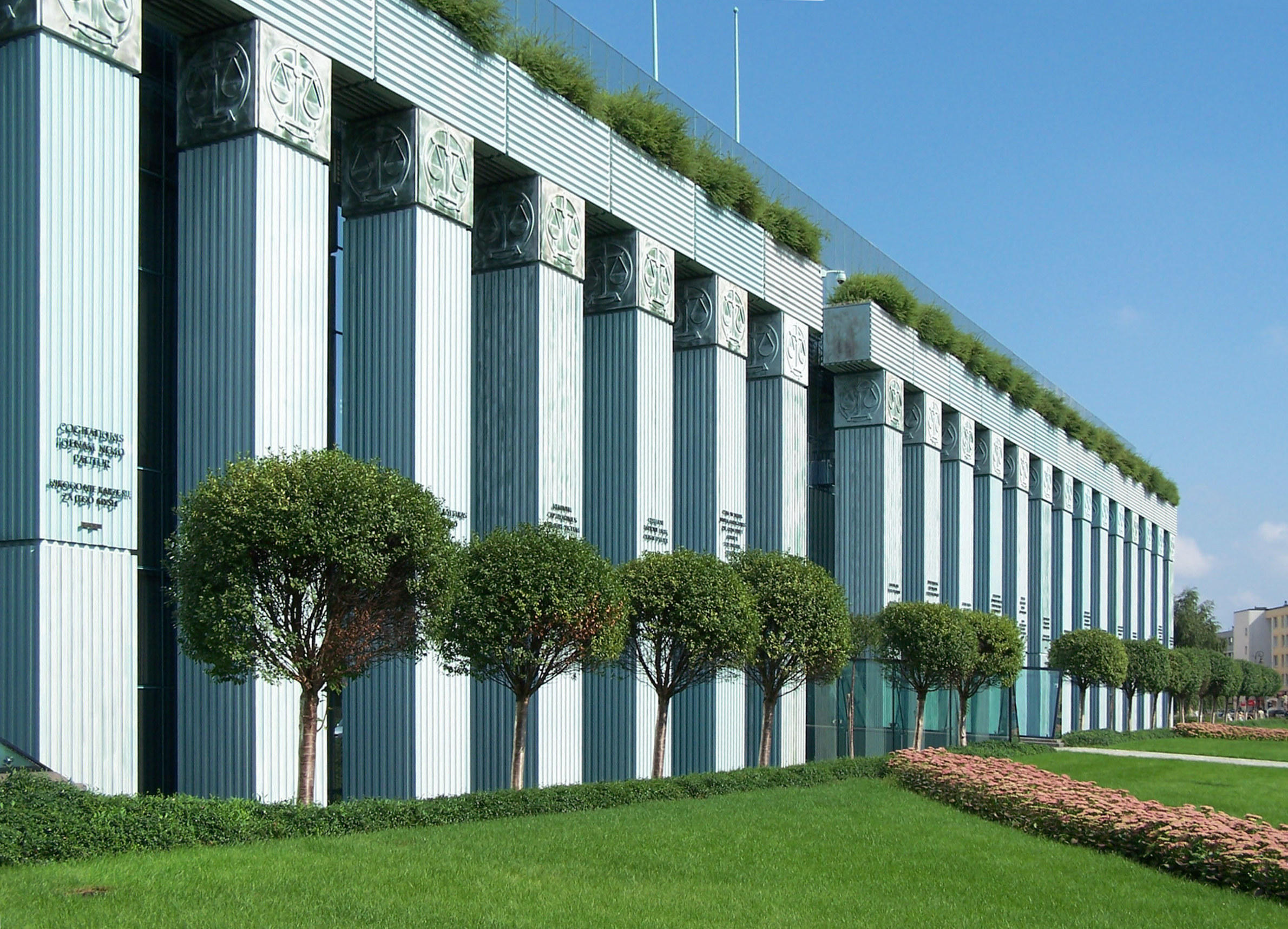
Siedziba Sądu Najwyższego

Sąd Najwyższy (SN) jest organem nadzorczym wobec sądów powszechnych i wojskowych. Na jego czele stoi Pierwszy Prezes Sądu Najwyższego, powoływany na sześcioletnią kadencję przez Prezydenta Rzeczypospolitej, spośród kandydatów przedstawionych przez Zgromadzenie Ogólne Sędziów Sądu Najwyższego. Do 2018 r. Sąd podzielony był na cztery izby: Cywilną, Karną, Wojskową oraz Pracy, Ubezpieczeń Społecznych i Spraw Publicznych. Od 2018 r. funkcjonują izby: Cywilna, Karna, Pracy i Ubezpieczeń Społecznych, Kontroli Nadzwyczajnej i Spraw Publicznych oraz Dyscyplinarna (od 2022 r. Odpowiedzialności Zawodowej). Oprócz Zgromadzenia Ogólnego drugim organem samorządu sędziowskiego jest Kolegium Sądu Najwyższego.

#### Sądownictwo powszechne
Sądownictwo powszechne jest trójszczeblowe. Na jego strukturę składają się sądy rejonowe, okręgowe i apelacyjne. Sądy powszechne orzekają w zakresie prawa karnego, cywilnego, pracy, gospodarczego i rodzinnego. Do 2001 istniały także kolegia ds. wykroczeń, jednak Konstytucja zniosła ich funkcjonowanie.

#### Sądownictwo wojskowe
Sądy wojskowe są sądami karnymi, orzekającymi przede wszystkim w sprawach przestępstw popełnianych przez żołnierzy czynnej służby wojskowej. Strukturę sądownictwa wojskowego stanowią sądy garnizonowe i wojskowe sądy okręgowe. Jako II instancja lub sąd kasacyjny występuje Izba Karna (do 2018 r. włącznie Izba Wojskowa) Sądu Najwyższego.

#### Sądownictwo administracyjne

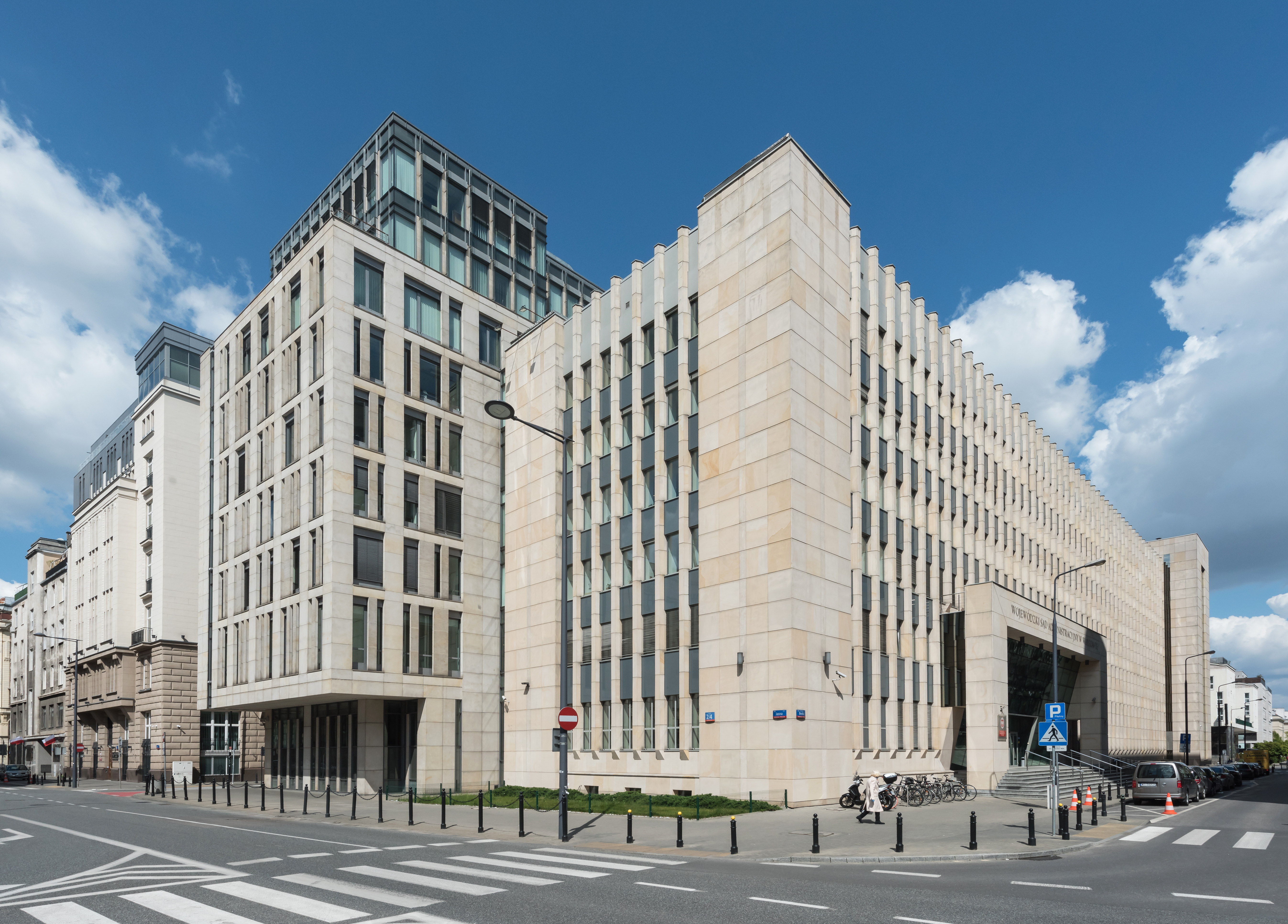
Kompleks Naczelnego Sądu Administracyjnego (z lewej) i Wojewódzkiego Sądu Administracyjnego (z prawej) w Warszawie

Sądownictwo administracyjne istniało już w II Rzeczypospolitej, zniesiono je jednak po II wojnie światowej. Jego stopniowe przywracanie rozpoczęło się w 1980 roku, wraz z utworzeniem Naczelnego Sądu Administracyjnego (NSA). Obecna Konstytucja wprowadziła zasadę dwuinstancyjności, co zaowocowało utworzeniem wojewódzkich sądów administracyjnych orzekających w I instancji. Sądy administracyjne zajmują się kontrolą legalności decyzji administracyjnych zarówno wobec władzy rządowej, jak i samorządowej. Prezesa NSA powołuje Prezydent na sześcioletnią kadencję, spośród kandydatów wskazanych przez Zgromadzenie Ogólne Sędziów Naczelnego Sądu Administracyjnego.

#### Krajowa Rada Sądownictwa
Krajowa Rada Sądownictwa jest organem powołanym w celu ochrony niezależności sądów i niezawisłości sędziów. Składa wnioski do Prezydenta o powoływanie sędziów. Ma prawo występowania do Trybunału Konstytucyjnego w sprawach zgodności aktów normatywnych z ustawą zasadniczą w zakresie dotyczącym sądownictwa. W skład Krajowej Rady Sądownictwa wchodzą: Pierwszy Prezes Sądu Najwyższego, minister sprawiedliwości, Prezes Naczelnego Sądu Administracyjnego, osoba powoływana przez Prezydenta, 15 sędziów Sądu Najwyższego, sądów powszechnych, administracyjnych i wojskowych, czterech posłów i dwóch senatorów. Kadencja członków wybranych trwa cztery lata. Przewodniczący i dwóch jego zastępców wybierani są spośród członków Rady.

### Trybunały

#### Trybunał Konstytucyjny

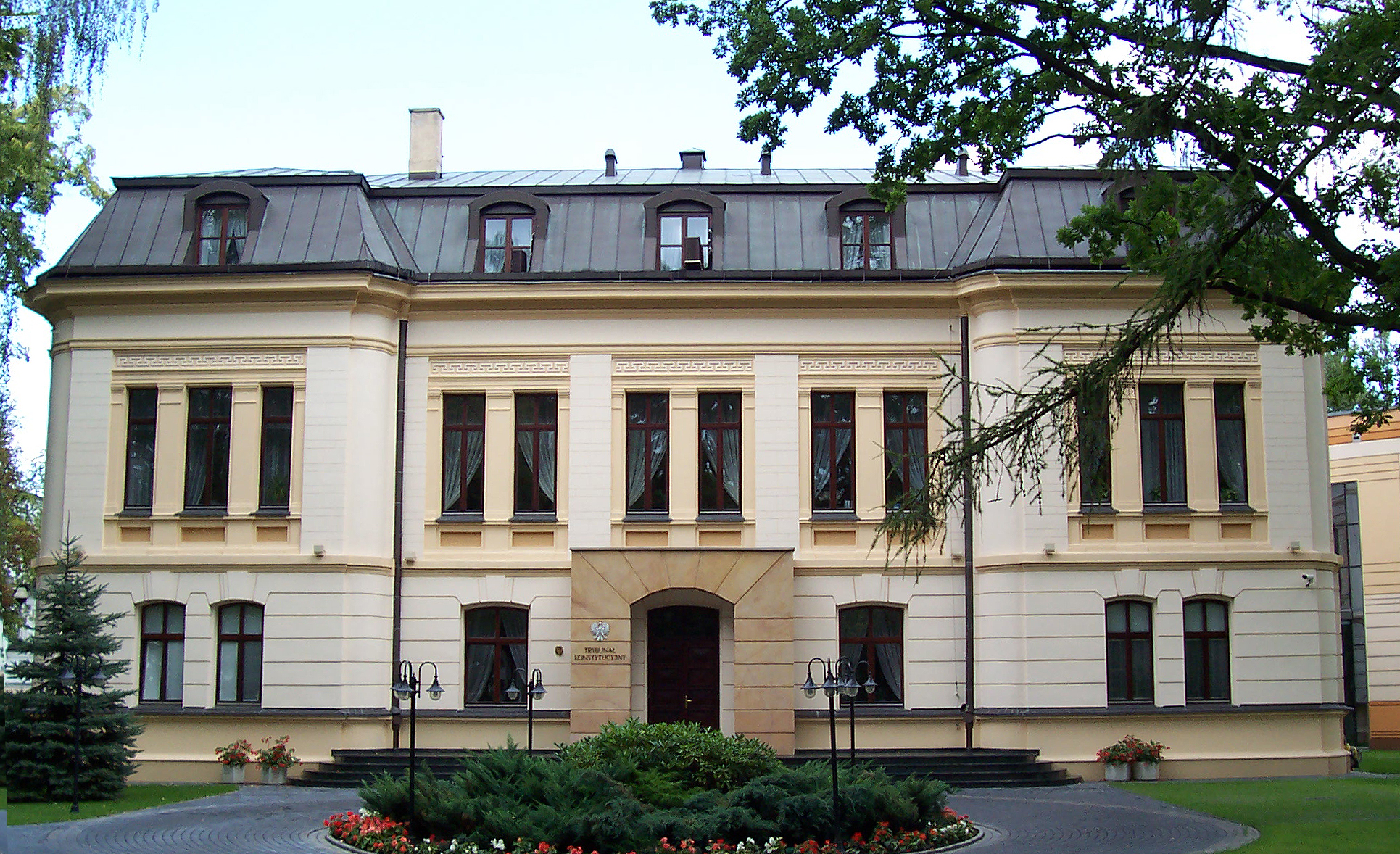
Budynek Trybunału Konstytucyjnego w alei J.Ch. Szucha 12a w Warszawie

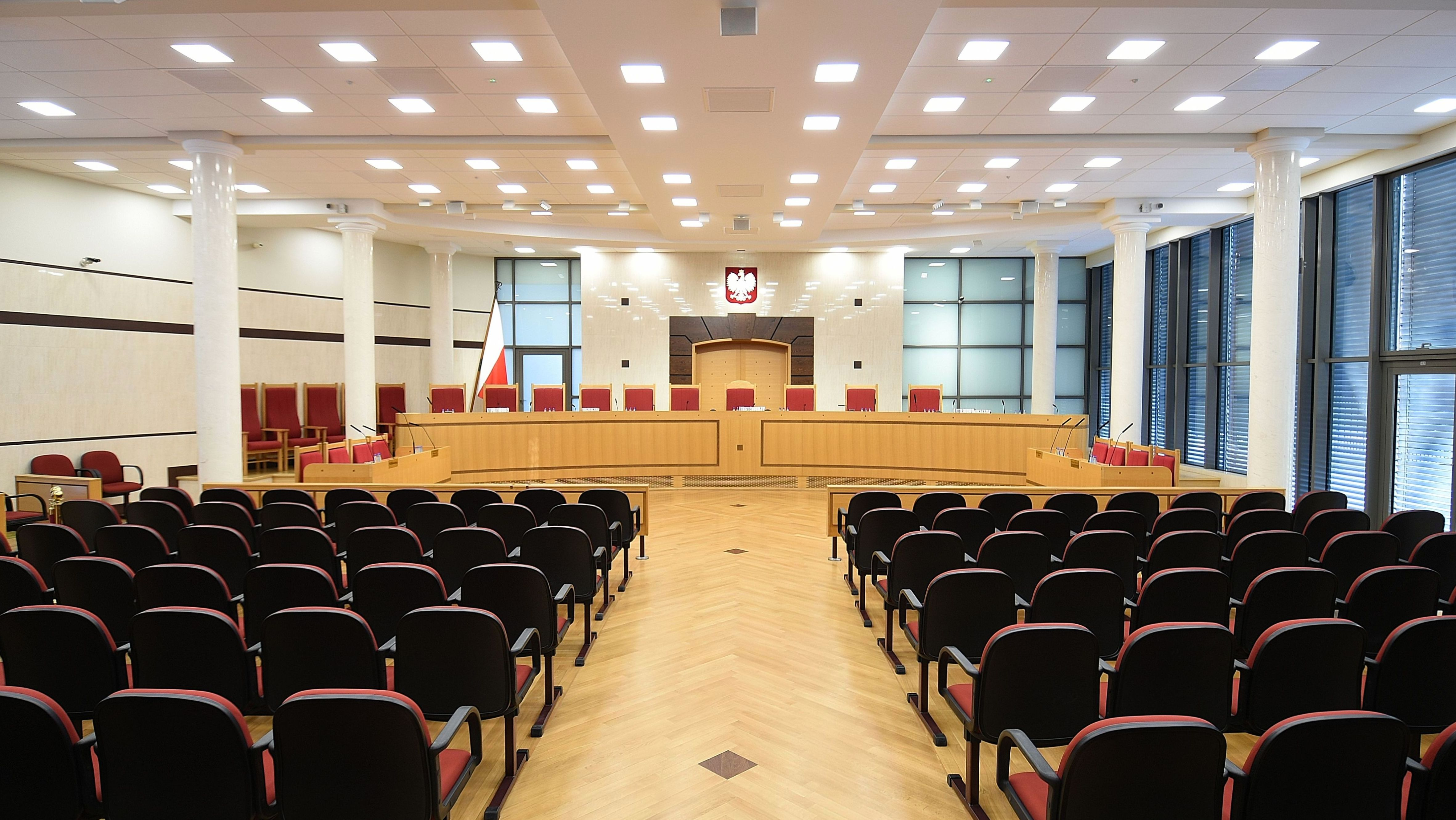
Wielka sala rozpraw Trybunału Konstytucyjnego

##### Historia
Sądowa kontrola zgodności ustaw z konstytucją w Polsce jest zjawiskiem nowym. Dominująca w Europie Środkowo-Wschodniej przed II wojną światową francuska doktryna konstytucjonalizmu stała na straży obrony praw parlamentu, a sądową kontrolę efektów jego prac uznawała za naruszenie tychże praw. W związku z tym Konstytucja marcowa nie stworzyła organu o takiej kompetencji, a trwające w latach 20. prace w tym zakresie nie przyniosły rezultatów. Podobnie Konstytucja kwietniowa nie wniosła w tej dziedzinie żadnych nowych rozwiązań.
Po zakończeniu II wojny światowej w Polsce, podobnie jak w pozostałych krajach bloku wschodniego dominowała doktryna sowiecka, która procedury sądowego badania konstytucyjności ustaw uznawała za wytwór konstytucjonalizmu burżuazyjnego. Pierwsze propozycje powołania takowego organu pojawiły się w latach 70., jednak swój wyraz znalazły one dopiero w noweli konstytucyjnej z 26 marca 1982 roku. Stosowna ustawa uchwalona została 29 kwietnia 1985 roku. Początkowo władza Trybunału Konstytucyjnego (TK) była silnie ograniczona, przewidziano np. możliwość odrzucania jego wyroków przez Sejm. W latach 90. orzecznictwo Trybunału stanowiło istotne uzupełnienie luk i wątpliwości konstytucyjnych zaistniałych w polskim systemie politycznym w związku z brakiem nowej konstytucji. Obecna pozycja Trybunału uregulowana jest Konstytucją z 1997 oraz Ustawą z dnia 30 listopada 2016 r. o organizacji i trybie postępowania przed Trybunałem Konstytucyjnym.

##### Pozycja ustrojowa i rola
Obecnie Trybunał Konstytucyjny stanowi część władzy sądowniczej. Jego orzeczenia mają moc obowiązującą i są ostateczne. Zapadają większością głosów i wchodzą w życie z dniem ich ogłoszenia. Trybunał Konstytucyjny orzeka w sprawach następujących:
- zgodność ustaw i umów międzynarodowych z Konstytucją;
- zgodność ustaw z ratyfikowanymi umowami międzynarodowymi, których ratyfikacja wymagały zgody wyrażonej ustawowo;
- zgodność przepisów prawa wydawanych przez centralne organy państwowe z Konstytucją, ratyfikowanymi umowami międzynarodowymi i ustawami;
- skarga konstytucyjna;
- rozstrzyganie sporów kompetencyjnych między centralnymi organami państwa[184];
- rozpatrywanie pytań prawnych skierowanych od sądów[185];
- rozstrzyganie o przejściowej niemożności sprawowania urzędu przez Prezydenta Rzeczypospolitej na wniosek Marszałka Sejmu i powierzanie Marszałkowi Sejmu tymczasowego wykonywania obowiązków Prezydenta Rzeczypospolitej[186];
- zgodność celów lub działalności partii politycznych z Konstytucją[187].

##### Skład
W skład Trybunału Konstytucyjnego wchodzi 15 sędziów. Pochodzą oni z wyboru indywidualnego, którego dokonuje Sejm. Również dziewięcioletnia kadencja każdego z nich jest indywidualna. Ponowny wybór na sędziego Trybunału jest niemożliwy. Prezes i Wiceprezes Trybunału powoływani są przez Prezydenta spośród kandydatów wskazanych przez Zgromadzenie Ogólne Sędziów Trybunału Konstytucyjnego. Sędziowie Trybunału są niezawiśli, podlegają wyłącznie Konstytucji, nie mają prawa przynależności do partii politycznych ani związków zawodowych. Podobnie jak innym sędziom przysługuje im immunitet.

#### Trybunał Stanu

##### Historia
W polskiej tradycji ustrojowej procedura odpowiedzialności konstytucyjnej przewidziana była w obu konstytucjach okresu międzywojennego. Obie ustawy zasadnicze zakładały utworzenie oddzielnej instytucji sądowej w postaci Trybunału Stanu (TS). Istnienie tego organu przewidywała również mała Konstytucja z 1947 roku, jednak z braku stosownych ustaw Trybunał nie powstał. Z kolei Konstytucja Polskiej Rzeczypospolitej Ludowej w ogóle jego kwestię pomijała. Ponowne powołanie Trybunału Stanu nastąpiło dopiero po noweli konstytucyjnej z 26 marca 1982 oraz uchwaleniu Ustawy z dnia 26 marca 1982 r. o Trybunale Stanu. Skuteczność funkcjonowania Trybunału Stanu budzi jednak liczne wątpliwości, gdyż przeważnie postępowania dotyczą osób już niepiastujących urząd, w ciągu całej swej działalności swoje zakończenie przed Trybunałem znalazła jedynie afera alkoholowa.

##### Pozycja ustrojowa i rola
Podobnie jak Trybunał Konstytucyjny, Trybunał Stanu stanowi część władzy sądowniczej. Odpowiedzialność przed nim ponosi się za naruszenie Konstytucji lub ustawy, w związku z zajmowanym stanowiskiem lub w zakresie swojego urzędowania. Dotyczy to osób piastujących następujące funkcje:
- Prezydent Rzeczypospolitej;
- Prezes Rady Ministrów i członkowie Rady Ministrów;
- Prezes Narodowego Banku Polskiego;
- Prezes Najwyższej Izby Kontroli;
- członków Krajowej Rady Radiofonii i Telewizji;
- osób, którym Prezes Rady Ministrów powierzył kierowanie ministerstwem;
- Naczelny Dowódca Sił Zbrojnych.

Orzekane kary uregulowane są ustawowo. Ustawa o Trybunale Stanu przewiduje:
- utratę czynnego i biernego prawa wyborczego;
- zakaz zajmowania kierowniczych stanowisk lub pełnienia funkcji związanych ze szczególną odpowiedzialnością w organach państwowych i organizacjach społecznych;
- utratę wszystkich lub niektórych orderów, odznaczeń i tytułów honorowych;
- utratę zajmowanego stanowiska, z którego pełnieniem związana jest odpowiedzialność przed Trybunałem Stanu,
- za przestępstwa i przestępstwa skarbowe – kary i środki karne przewidziane w ustawach.

Ponadto odpowiedzialność ponosić mogą posłowie i senatorowie za prowadzenie działalności gospodarczej z osiąganiem korzyści z majątku Skarbu Państwa lub samorządu terytorialnego lub za nabywanie tego majątku – w obu wypadkach Trybunał może orzec o utracie mandatu.
O postawieniu przed Trybunałem Stanu decydować mogą:
- Zgromadzenie Narodowe – w odniesieniu do Prezydenta;
- Senat – w odniesieniu do senatorów;
- Sejm – w odniesieniu do pozostałych osób.

##### Skład
W skład Trybunału Stanu wchodzi przewodniczący, jego dwóch zastępców oraz 16 członków wybieranych przez Sejm spoza grona parlamentarzystów i na okres kadencji Sejmu. Funkcję przewodniczącego z urzędu sprawuje Pierwszy Prezes Sądu Najwyższego. Jego zastępcy oraz minimum połowa składu powinni mieć kwalifikacje uprawniające do piastowania funkcji sędziego. Członkowie Trybunału są niezawiśli i podlegają wyłącznie Konstytucji oraz ustawom. Z racji pełnionego urzędu przysługuje im immunitet oraz nietykalność osobista.

## Kontrola państwowa i ochrona prawa

### Najwyższa Izba Kontroli

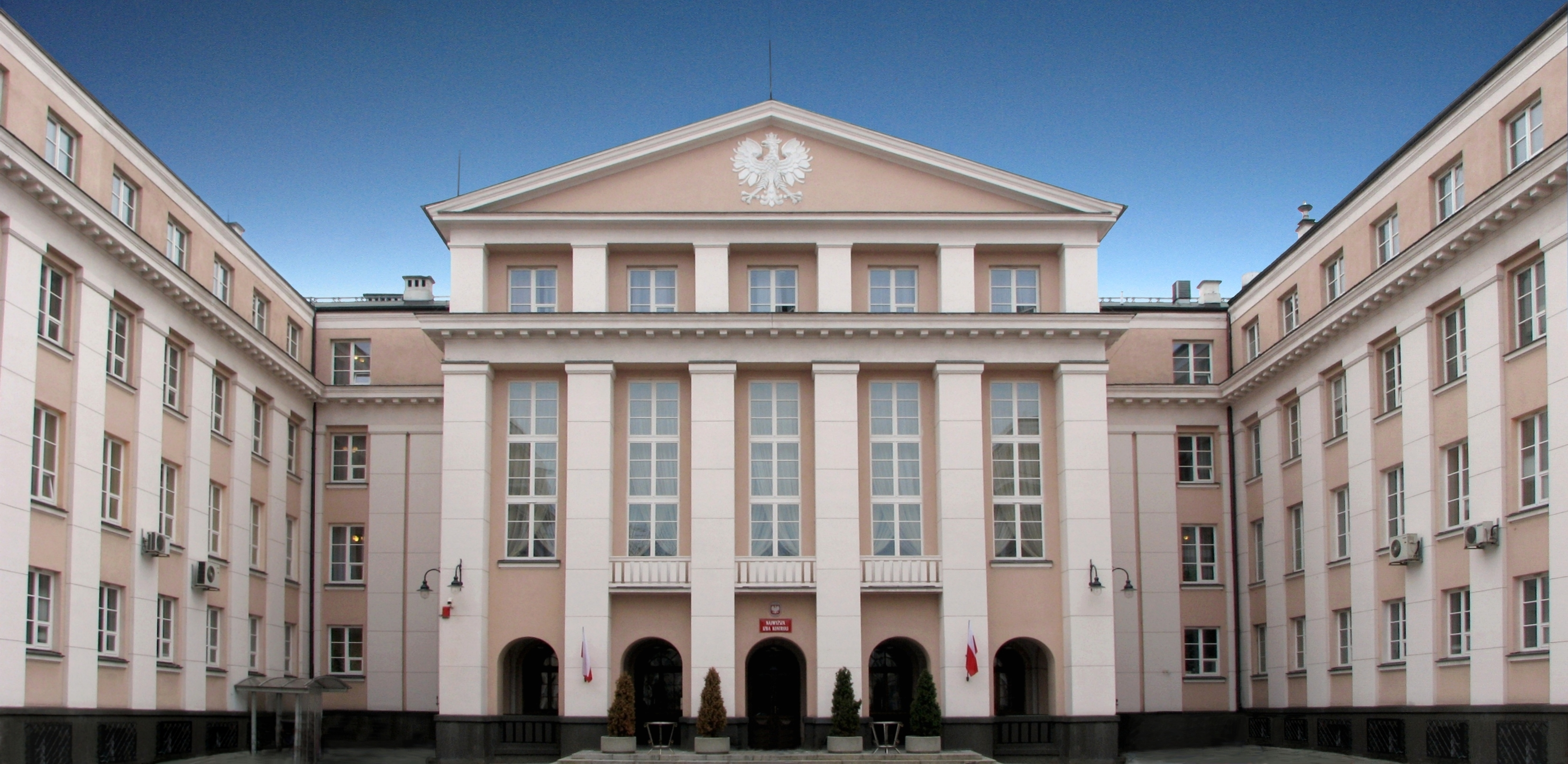
Siedziba Najwyższej Izby Kontroli

Najwyższa Izba Kontroli (NIK) określona jest w Konstytucji jako najwyższy organ kontroli państwowej. Organizację i tryb jej działania określa Ustawa z dnia 23 grudnia 1994 r. o Najwyższej Izbie Kontroli. Podlega Sejmowi i działa na zasadach kolegialności. Jej naczelnym zadaniem jest kontrola działalności administracji rządowej, Narodowego Banku Polskiego, państwowych osób prawnych oraz innych państwowych jednostek organizacyjnych. Ponadto może kontrolować działalność organów samorządowych i komunalnych oraz wszystkich innych jednostek organizacyjnych i podmiotów gospodarczych w zakresie w jakim korzystają one z majątku państwowego lub komunalnego. Ponadto NIK analizuje wykonanie budżetu i polityki pieniężnej, opiniuje absolutorium oraz składa Sejmowi sprawozdania ze swej działalności. Jednostkami organizacyjnymi Najwyższej Izby Kontroli są departamenty i delegatury. Prezes NIK powoływany jest przez Sejm, za zgodą Senatu, na sześcioletnią kadencję. Nie może w tym czasie zajmować innego stanowiska, poza stanowiskiem profesora szkoły wyższej, przynależeć do partii politycznych ani związków zawodowych. Z racji piastowanego urzędu przysługuje mu immunitet oraz nietykalność osobista.

### Rzecznik Praw Obywatelskich
Rzecznik Praw Obywatelskich (RPO) jest jednoosobowym organem państwowym działającym na mocy Konstytucji oraz Ustawy z dnia 15 lipca 1987 r. o Rzeczniku Praw Obywatelskich. Jego ustawowym zadaniem jest stanie na straży wolności i praw człowieka i obywatela określonych w Konstytucji oraz w innych aktach normatywnych. Bada także, czy wskutek działania lub zaniechania ze strony państwa nie nastąpiło naruszenie zasad współżycia i sprawiedliwości społecznej. Rzecznika powołuje Sejm, za zgodą Senatu, na pięcioletnią kadencję. Nie może w tym czasie zajmować innego stanowiska, poza stanowiskiem profesora szkoły wyższej. Nie może być również członkiem partii politycznych ani związków zawodowych, w swej działalności jest niezawisły i odpowiada jedynie przed Sejmem, któremu też co roku zobowiązany jest składać sprawozdanie ze swej działalności oraz stanu przestrzegania wolności i praw człowieka i obywatela. Z racji pełnionej funkcji przysługuje mu immunitet oraz nietykalność osobista. Ważnym uprawnieniem Rzecznika Praw Obywatelskich jest możliwość składania wniosków do Trybunału Konstytucyjnego. Poza tym Rzecznik interweniuje w związku z wnioskami o pomoc w ochronie praw i wolności, które składać może każdy podmiot prawa.

### Rzecznik Praw Dziecka
Rzecznik Praw Dziecka (RPD) jest jednoosobowym organem państwowym działającym na mocy Konstytucji oraz Ustawy z dnia 6 stycznia 2000 r. o Rzeczniku Praw Dziecka. Jego naczelnym zadaniem jest pilnowanie przestrzegania praw dziecka określonych w Konstytucji, Konwencji o prawach dziecka oraz pozostałych przepisach prawa. Powołuje go Sejm, za zgodą Senatu, na pięcioletnią kadencję.

### Krajowa Rada Radiofonii i Telewizji
Krajowa Rada Radiofonii i Telewizji (KRRiTV) jest konstytucyjnym organem stojącym na straży wolności słowa, prawa do informacji oraz interesu publicznego w radiofonii i telewizji. Jej członkowie nie mogą należeć do partii politycznych ani związków zawodowych. Zgodnie z literą Konstytucji pochodzą oni z wyboru Sejmu, Senatu i Prezydenta, jednak szczegółowe regulacje dotyczące tego organu określone są na poziomie ustawowym. Obecnie jej skład tworzy pięciu członków, spośród których dwóch pochodzi z wyboru Sejmu, jeden Senatu i dwóch Prezydenta.

### Prezes Urzędu Ochrony Danych Osobowych
Prezes Urzędu Ochrony Danych Osobowych (PUODO) nie jest wymieniony w Konstytucji, lecz powołany został Ustawą z dnia 10 maja 2018 r. o ochronie danych osobowych. Jest to organ właściwy do spraw ochrony danych osobowych, wybiera go Sejm, za zgodą Senatu, na czteroletnią kadencję. Zastąpił Generalnego Inspektora Ochrony Danych Osobowych.

## Inne ważne instytucje

### Narodowy Bank Polski

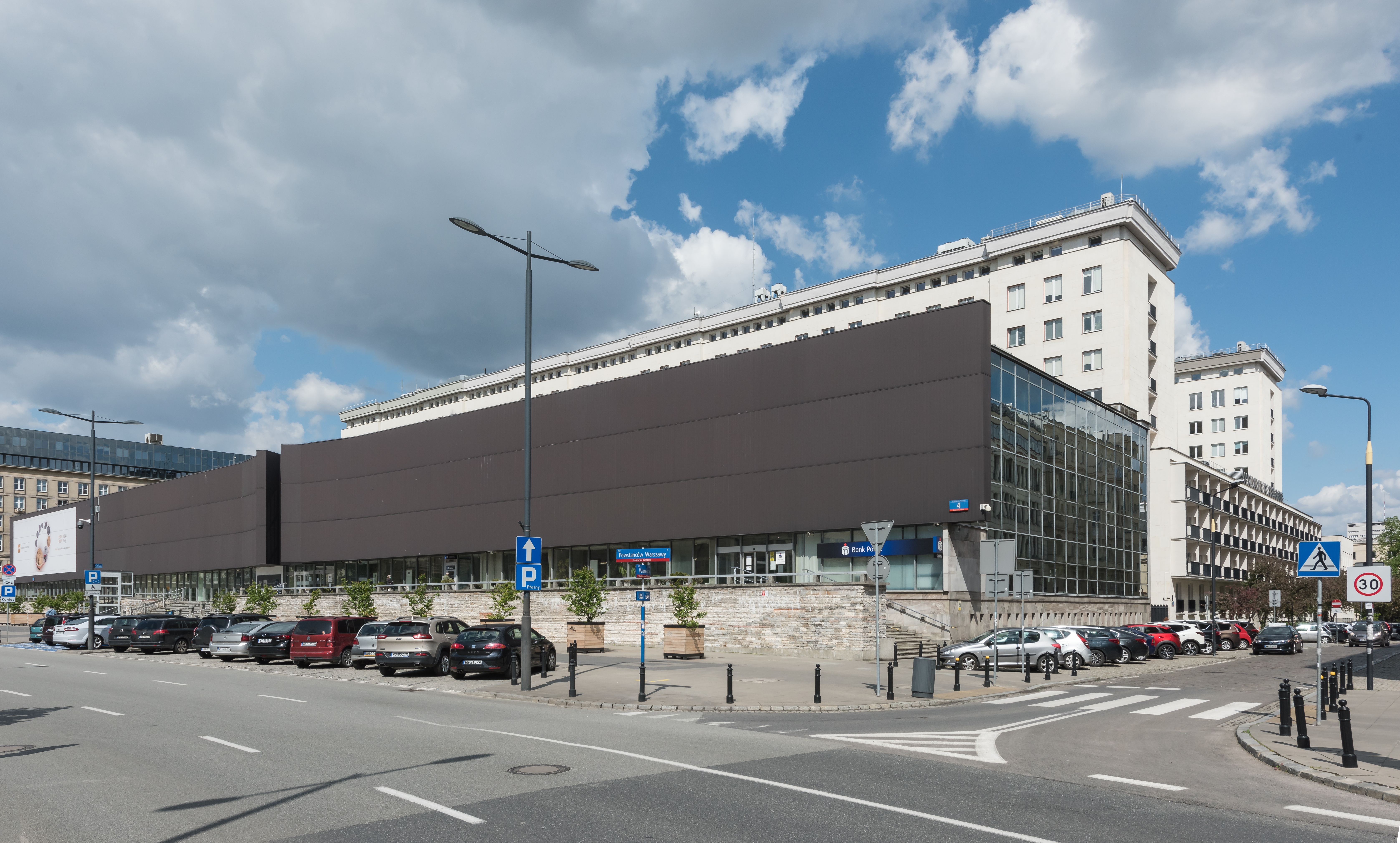
Siedziba Narodowego Banku Polskiego

Narodowy Bank Polski jest bankiem centralnym państwa. Ma wyłączne prawo emisji pieniądza i odpowiada za jego wartość. Prowadzi także politykę monetarną państwa. Jego konstytucyjnymi organami są:
- Prezes Narodowego Banku Polskiego – powoływany na wniosek Prezydenta przez Sejm na sześcioletnią kadencję[64], z zakazem przynależności do partii politycznych i związków zawodowych[227];
- Rada Polityki Pieniężnej (RPP) – w której skład wchodzą: Prezes NBP oraz osoby wyróżniające się wiedzą z zakresu finansów, powoływane na 6 lat, w równej liczbie przez Prezydenta, Sejm i Senat[65]. Na mocy Ustawy z dnia 29 sierpnia 1997 o Narodowym Banku Polskim obecnie RPP ma dziewięciu członków i przewodniczącego, którym jest Prezes NBP[228]. Rada przedstawia Sejmowi coroczne założenia polityki pieniężnej oraz sprawozdania z jej wykonania[229];
- Zarząd Narodowego Banku Polskiego – Prezes NBP (jako przewodniczący) oraz od sześciu do ośmiu członków zarządu, w tym dwóch wiceprezesów NBP[228].

### Instytut Pamięci Narodowej
Instytut Pamięci Narodowej – Komisja Ścigania Zbrodni przeciwko Narodowi Polskiemu (IPN) powstał 19 stycznia 1999 na mocy Ustawy z dnia 18 grudnia 1998 r. o Instytucie Pamięci Narodowej – Komisji Ścigania Zbrodni przeciwko Narodowi Polskiemu i nie jest organem wymienionym w Konstytucji. Jego naczelnymi zadaniami są:
- archiwizacja i udostępnianie dokumentów organów bezpieczeństwa państwa, wytworzonych oraz gromadzonych w okresie 22 lipca 1944 – 31 lipca 1990 oraz organów bezpieczeństwa III Rzeszy i ZSRR;
- ściganie przestępstw związanych z działalnością wymienionych służb;
- ochrona danych osobowych zgromadzonych w archiwach;
- edukacja publiczna.

Na czele IPN stoi Prezes Instytutu Pamięci Narodowej wybierany na pięcioletnią kadencję przez Sejm większością bezwzględną przy quorum połowa, za zgodą Senatu, spośród kandydatów wskazanych przez Kolegium Instytutu Pamięci.

## Podział terytorialny i samorząd

Mapa administracyjna Polski

Polska jest państwem unitarnym, a ustrój jej władzy lokalnej opiera się na dualizmie, gdyż poza agendami administracji rządowej istnieje samorząd terytorialny, powołany do zadań publicznych niezastrzeżonych dla innych organów władzy. Jego podstawową jednostkę stanowi gmina.
Podział terytorialny Polski uległ zasadniczej przebudowie 1 stycznia 1999 roku, gdy w ramach programu czterech reform koalicyjnego rządu Jerzego Buzka m.in. zredukowano liczbę województw z 49 do 16 oraz utworzono powiaty, wprowadzając tym samym samorząd trójszczeblowy. Wyróżnia się zatem:
- samorząd gminny;
- samorząd powiatowy;
- samorząd województwa.

Jednostki samorządu terytorialnego (gminy, powiaty i województwa) mają osobowość prawną i zapewniony udział w dochodach publicznych. Wybory do organów stanowiących są powszechne, równe, bezpośrednie i przeprowadzane w głosowaniu tajnym. Na obszarze jednostki samorządu istnieje możliwość zorganizowania referendum lokalnego, w którym mieszkańcy mogą decydować o sprawach dotyczących wspólnoty samorządowej, a także odwołać organy władzy samorządowej, pochodzące z wyborów bezpośrednich.
Do ustaw, które rozstrzygają o obecnym kształcie ustroju władzy lokalnej, należą:
- Ustawa z dnia 8 marca 1990 roku o samorządzie gminnym;
- Ustawa z dnia 5 czerwca 1998 roku o samorządzie powiatowym;
- Ustawa z dnia 5 czerwca 1998 roku o samorządzie województwa;
- Ustawa z dnia 5 stycznia 2011 roku – Kodeks wyborczy;
- Ustawa z dnia 24 lipca 1998 roku o zmianie niektórych ustaw określających kompetencje organów administracji publicznej;
- Ustawa z dnia 15 września 2000 roku o referendum lokalnym;
- Ustawa z dnia 1 października 2024 roku o dochodach jednostek samorządu terytorialnego;
- Ustawa z dnia 23 stycznia 2009 roku o wojewodzie i administracji rządowej w województwie[239];
- Ustawa z dnia 21 lutego 2014 r. o funduszu sołeckim[240].

## Wybory i referenda
Prawo wyborcze w Polsce uregulowane jest odpowiednimi przepisami zarówno na poziomie konstytucyjnym, jak i ustawowym (w ordynacji wyborczej). Prawo wyboru władz oraz udziału w referendach przysługuje wszystkim obywatelom polskim, którzy najpóźniej w dniu głosowania ukończyli 18 lat oraz nie są ubezwłasnowolnione bądź pozbawione praw publicznych albo wyborczych. Stałym organem pełniącym m.in. funkcje nadzorczo-organizacyjne oraz rejestrującym kandydatów jest Państwowa Komisja Wyborcza.

### Wybory parlamentarne
Konstytucja określa wybory do Sejmu jako powszechne, równe, bezpośrednie i proporcjonalne oraz odbywające się w głosowaniu tajnym, zaś do Senatu jako powszechne, bezpośrednie i odbywające się w głosowaniu tajnym. Bierne prawo wyborcze do izby niższej ustalono na poziomie 21 lat, natomiast do izby wyższej 30 lat. W normalnym trybie wybory parlamentarne odbywają się co 4 lata, w tym samym dniu wybierany jest skład obu izb. Kandydatów zgłaszać mogą partie polityczne oraz wyborcy. Zakazane jest jednoczesne kandydowanie do Sejmu i Senatu. O ważności przeprowadzonych wyborów orzeka Sąd Najwyższy.
W wyborach parlamentarnych przy podziale mandatów od 1993 stosowana jest metoda D’Hondta. To samo rozwiązanie przewidywała również Ordynacja wyborcza do Parlamentu Europejskiego (obecnie Kodeks wyborczy). Przewidziane są też progi wyborcze liczone w skali kraju – 5% dla partii i 8% dla koalicyjnych komitetów wyborczych. Pięcioprocentowy próg występuje także w wyborach do Parlamentu Europejskiego.

### Wybory prezydenckie
Prezydent Rzeczypospolitej wybierany jest w wyborach powszechnych, równych, bezpośrednich i w głosowaniu tajnym. Wybór następuje na pięcioletnią kadencję i może być dokonany ponownie tylko jeden raz. Bierne prawo wyborcze przysługuje obywatelom mającym ukończone 35 lat i posiadających pełne prawa wyborcze do Sejmu. Zgłoszenie kandydatury wymaga także zebrania 100 tysięcy podpisów poparcia. W razie nieuzyskania przez żadnego z kandydatów minimum 50% głosów, po dwóch tygodniach od głosowania przeprowadza się jego drugą turę, w której udział bierze dwóch kandydatów z największą liczbą głosów. Ważność wyboru stwierdza Sąd Najwyższy. Począwszy od 2005 roku wszystkie wybory prezydenckie w Polsce były rozstrzygane pomiędzy kandydatami Prawa i Sprawiedliwości oraz Platformy Obywatelskiej. W 2005, 2010, 2015 i 2020 roku kandydaci tych partii uczestniczyli w drugich turach wyborów, trzykrotnie zwyciężył kandydat popierany przez PiS, raz kandydat popierany przez PO.

### Referenda
Obecna Konstytucja wymienia następujące rodzaje referendów:
- referendum lokalne – na obszarze jednostki samorządowej w sprawach dotyczących lokalnej wspólnoty[238];
- referendum ogólnokrajowe – w sprawach o szczególnym znaczeniu dla państwa, zarządzane przez Sejm lub Prezydenta za zgodą Senatu, z wymogiem minimum 50% frekwencji[258];
- referendum w sprawie ratyfikacji umowy międzynarodowej przekazującej część praw suwerennych na rzecz organów międzynarodowych, z wymogiem minimum 50% frekwencji[259];
- referendum w sprawie zatwierdzenia zmian rozdziałów I, II lub XII Konstytucji[38].

## System partyjny
Nowelizacja Konstytucji PRL uchwalona 29 grudnia 1989 wprowadziła w Polsce pluralizm polityczny. Zerwała także z konstytucyjną hegemonią PZPR w polskim systemie partyjnym. W latach 90. ukształtował się system wielopartyjny, charakteryzujący się, zwłaszcza w początkowym okresie transformacji znacznym rozdrobnieniem. W pierwszych wolnych wyborach po 1989 zwycięska Unia Demokratyczna zdobyła jedynie 12,32% głosów, co przełożyło się na 62 mandaty. Do zmiany sytuacji przyczyniło się wprowadzenie progów wyborczych na poziomie 5% dla partii i 8% dla ugrupowań koalicyjnych. W wyborach w 2001 i 2005 do Sejmu weszło tych samych sześć partii, zaś po przyspieszonych wyborach w 2007 w Sejmie znalazły się już tylko cztery ugrupowania, a w Senacie dwa. Począwszy od 2005 roku na polskiej scenie politycznej dominuje Platforma Obywatelska (zwycięzca wyborów parlamentarnych w roku 2007 i 2011) oraz Prawo i Sprawiedliwość (zwycięzca wyborów parlamentarnych w 2005, 2015, 2019 i 2023 roku).
Obecna Konstytucja gwarantuje wolność tworzenia i działania partii politycznych stosujących metody demokratyczne. Nakazuje też jawność ich finansowania. Zakazane jest natomiast funkcjonowanie partii i organizacji odwołujących się do totalitarnych praktyk nazizmu, faszyzmu i komunizmu, a także nawołujących do nienawiści lub przemocy, bądź zakładających utajnienie swoich struktur lub członkostwa. Zasady dotyczące działania partii określone są w Ustawie z dnia 27 czerwca 1997 r. o partiach politycznych.